# Liste der Biografien/Sab
Liste der Biografien |
Portal Biografien |
Personensuche
# |
A |
B |
C |
D |
E |
F |
G |
H |
I |
J |
K |
L |
M |
N |
O |
P |
Q |
R |
S |
T |
U |
V |
W |
X |
Y |
Z |
?
 
Sa |
Sb |
Sc |
Sd |
Se |
Sf |
Sg |
Sh |
Si |
Sj |
Sk |
Sl |
Sm |
Sn |
So |
Sp |
Sq |
Sr |
Ss |
St |
Su |
Sv |
Sw |
Sy |
Sz
 
Saa |
Sab |
Sac |
Sad |
Sae |
Saf |
Sag |
Sah |
Sai |
Saj |
Sak |
Sal |
Sam |
San |
Sao |
Sap |
Saq |
Sar |
Sas |
Sat |
Sau |
Sav |
Saw |
Sax |
Say |
Saz
Die Liste der Biografien führt alle Personen auf, die in der deutschsprachigen Wikipedia einen Artikel haben. Dieses ist eine Teilliste mit 530 Einträgen von Personen, deren Namen mit den Buchstaben „Sab“ beginnt.

## Sab
- Sab, Robert (* 1954), französischer Fußballspieler und -trainer

### Saba
- Saba (* 1997), dänische Sängerin, Musicaldarstellerin und Model
- Saba, Bassam (1958–2020), libanesischer Komponist, Dirigent und Multiinstrumentalist
- Saba, Christian (* 1978), ghanaischer Fußballspieler
- Saba, Dia (* 1992), israelischer Fußballspieler
- Saba, Fadil (1901–1988), israelisch-amerikanischer Fotograf palästinensischer Abstammung
- Saba, Gian Franco (* 1968), italienischer Geistlicher, römisch-katholischer Militärerzbischof von Italien
- Saba, Isak (1875–1921), samischer Lehrer und Politiker
- Saba, Königin von, biblische GestaltKönigin von Saba

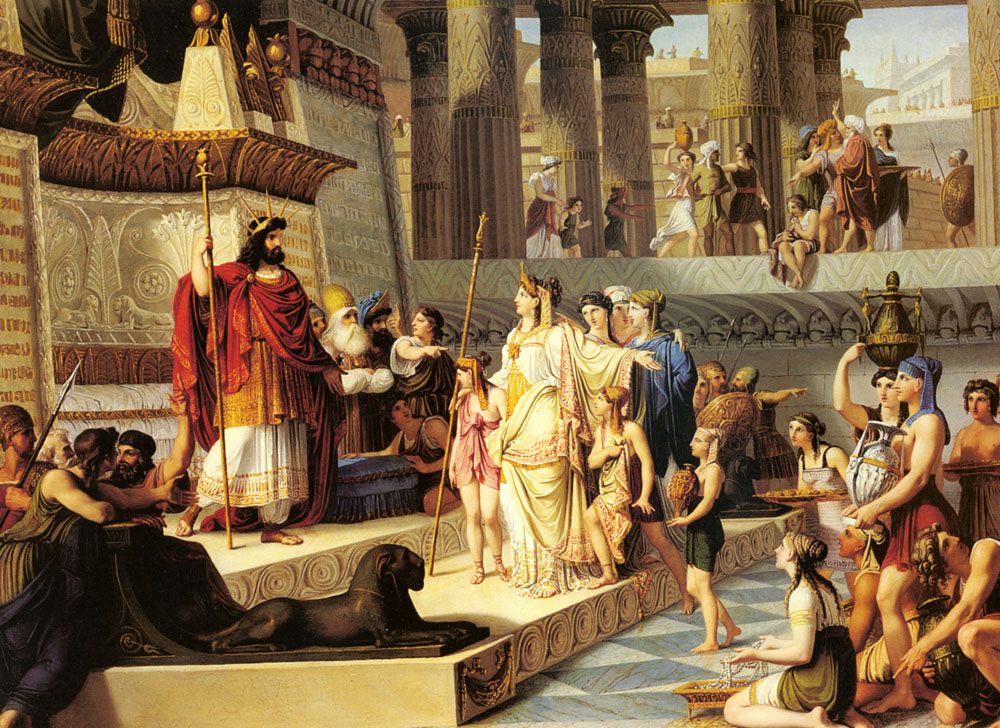
Königin von Saba

- Saba, Mary Jirmanus (* 1983), US-amerikanische Geografin und Filmemacherin
- Saba, Michaela (* 1990), österreichische Schauspielerin
- Saba, Pierre-Macario (1873–1943), syrischer Geistlicher und Erzbischof
- Saba, Salvatore Pietro (1795–1863), sardischer Geistlicher, Generalminister der Kapuziner und Kurienerzbischof
- Saba, Umberto (1883–1957), italienischer Dichter und Schriftsteller
- Sababachin, Jewgeni Iwanowitsch (1917–1984), russischer Physiker und Hochschullehrer
- Sabac el Cher, August († 1885), deutscher Kammerdiener afrikanischer Herkunft
- Sabac el Cher, Gustav (1868–1934), afrodeutscher Militärmusiker im Königreich PreußenGustav Sabac el Cher (1868–1934)

Gustav Sabac el Cher (1868–1934)

- Šabach, Petr (1951–2017), tschechischer Schriftsteller
- Saback, Marcos (* 1971), brasilianischer Gitarrist
- Sabadini, Giuseppe (* 1949), italienischer Fußballspieler
- Sabadoš, Robert (* 1989), serbischer Eishockeyspieler
- Sabag, Fábio (1931–2008), brasilianischer Schauspieler und Fernsehregisseur
- Sabag, Nir (* 1987), israelischer Jazzmusiker (Schlagzeug)
- Sabagadis Woldu († 1831), Gouverneur der Provinz Tigray
- Sabagha, Ali al (* 1984), kuwaitischer Stabhochspringer
- Sabah (1927–2014), libanesische Sängerin und Schauspielerin
- Sabah I. (1700–1762), Emir von Kuwait
- Sabah, Ahmad al-Dschabir as- (1885–1950), Scheich von Kuwait
- Sabah, Alban (* 1992), deutscher Fußballspieler
- Sabah, Coşkun (* 1952), aramäisch-christlicher Sänger in der Türkei
- Sabah, Dschabir al-Ahmad al-Dschabir as- (1926–2006), kuwaitischer Politiker, Staatschef von Kuwait
- Sabah, Dschabir al-Chalid as-, kuwaitischer Politiker
- Sabah, Dschabir Mubarak al-Hamad as- (1942–2024), kuwaitischer Politiker
- Sabah, Fahd al-Ahmad al-Dschabir as (1945–1990), kuwaitischer Sportfunktionär
- Sabah, Miguel (* 1979), mexikanischer Fußballspieler
- Sabah, Mischal al-Ahmad al-Dschabir as- (* 1940), kuwaitischer EmirMischal al-Ahmad al-Dschabir as-Sabah (* 1940)

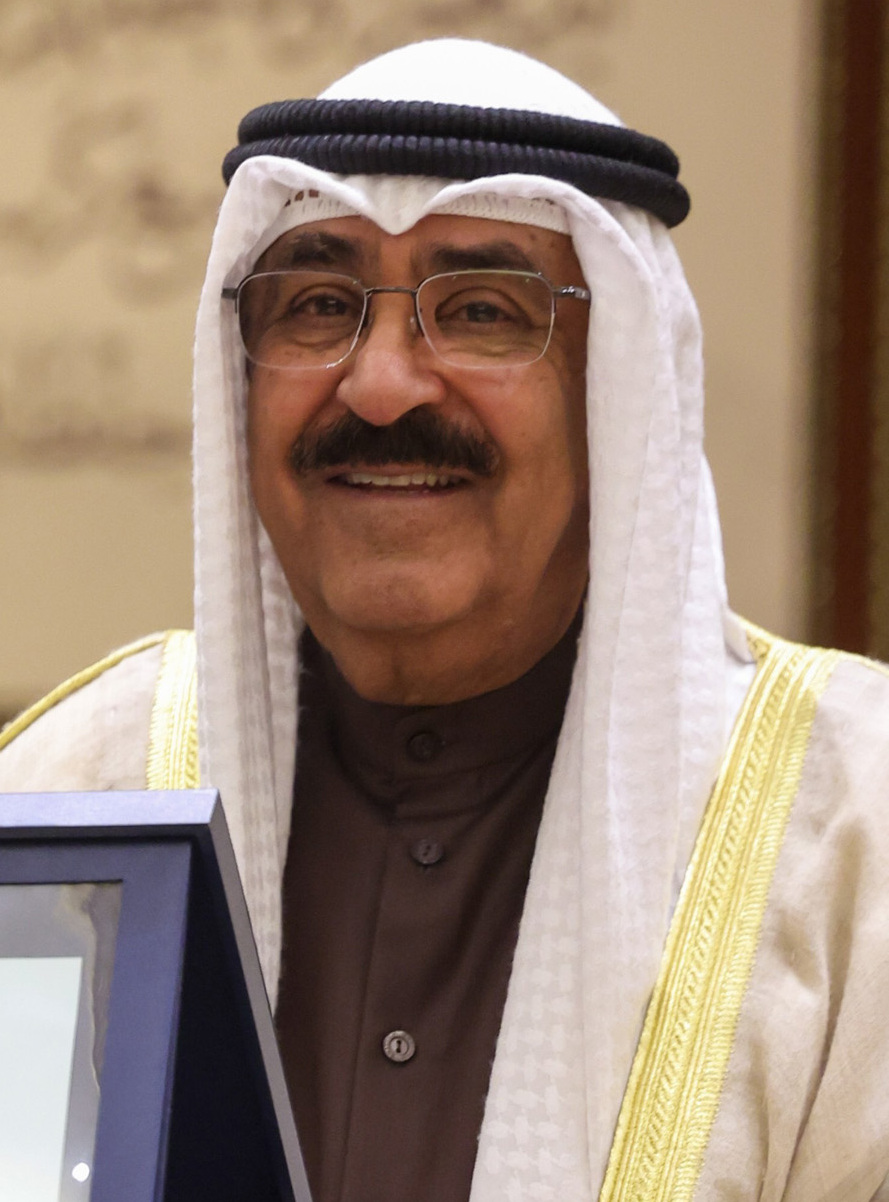
Mischal al-Ahmad al-Dschabir as-Sabah (* 1940)

- Sabah, Nasir al-Muhammad al-Ahmad as- (* 1940), kuwaitischer Diplomat und Politiker
- Sabah, Nawaf al-Ahmad al-Dschabir as- (1937–2023), kuwaitischer Emir
- Sabah, Sa'ad al-Abdallah as-Salim as- (1930–2008), kuwaitischer Politiker; Emir
- Sabah, Sabah al-Ahmad al-Dschabir as- (1929–2020), kuwaitischer Emir
- Sabah, Sabah al-Khaled al-Hamad as- (* 1953), kuwaitischer Diplomat und Politiker
- Sabah, Sabah al-Salim as- (1913–1977), Scheich von Kuwait
- Sabahaddin (1879–1948), türkischer Soziologe
- Sabahi, Hamdin (* 1954), ägyptischer politischer Aktivist und Vorsitzender der Partei der Würde
- Sabaini, Josef (* 1949), österreichischer Geiger, Konzertmeister, Dirigent und Hochschullehrer
- Sabais, Heinz Winfried (1922–1981), deutscher Schriftsteller, Lyriker und Politiker (SPD)
- Sabaitė, Nijolė (* 1950), russische Leichtathletin
- Sabaitienė, Lina (* 1974), litauische Politikerin, Vizeministerin und stellvertretende Wirtschaftsministerin
- Sabaitytė, Lukrecija (* 2002), litauische Sprinterin
- Sabaj, José, chilenischer Fußballspieler
- Sabakes († 333 v. Chr.), Satrap von Ägypten
- Sabakin, Lew Fjodorowitsch (1746–1813), russischer Mechaniker und Erfinder
- Sabała (1809–1894), polnischer Musiker, Dichter, Bergsteiger und Bergführer in der Tatra
- Šabala, Valērijs (* 1994), lettischer Fußballspieler
- Sabalenka, Aryna (* 1998), belarussische TennisspielerinAryna Sabalenka (* 1998)

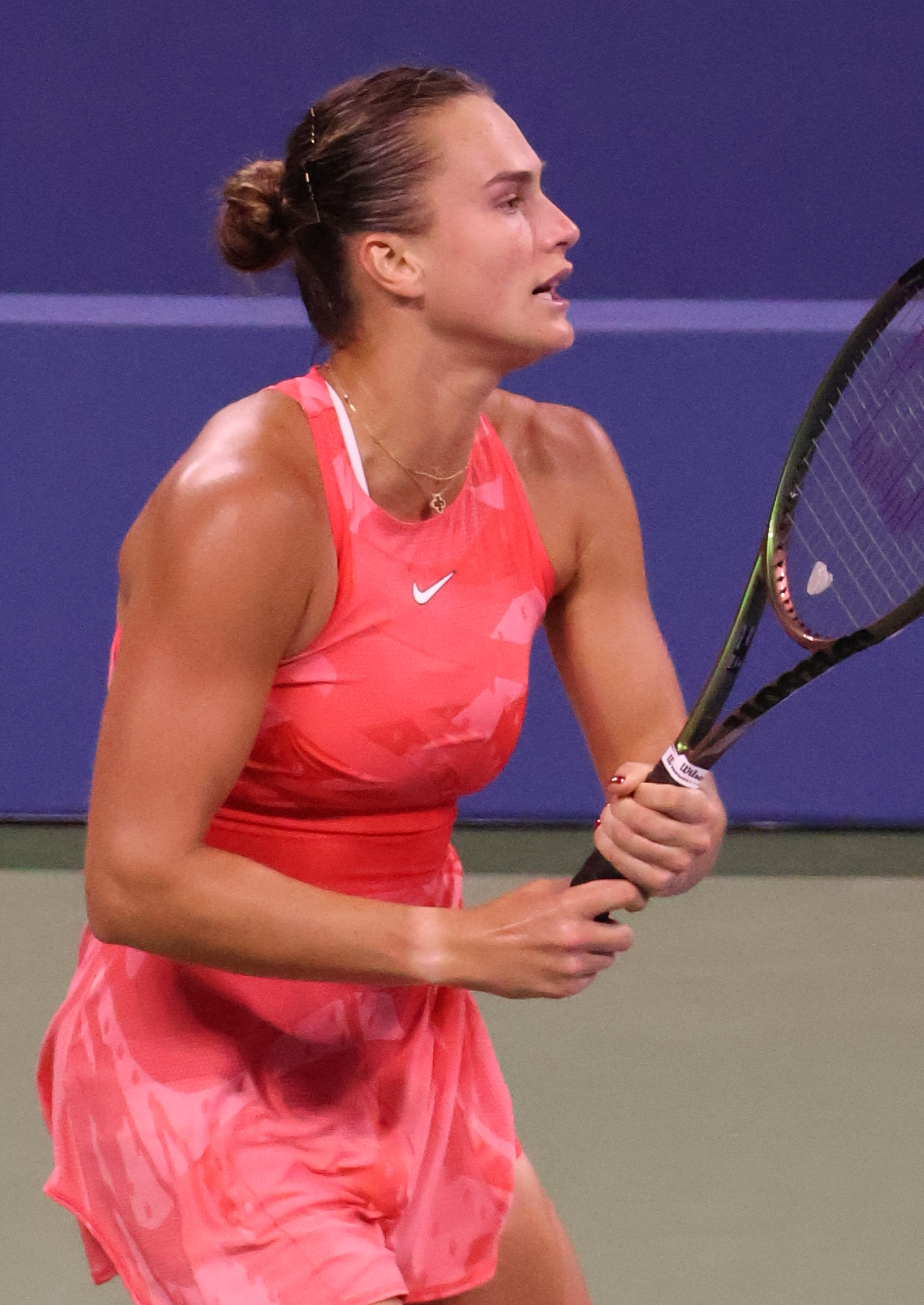
Aryna Sabalenka (* 1998)

- Sabaleuski, Jury (1889–1957), belarussischer Publizist, Politiker und Aktivist
- Sabaliauskaitė, Genovaitė (1923–2020), litauische Ballettartistin und Choreografin
- Sabaliauskas, Marius (* 1978), litauischer Radrennfahrer
- Sabaliauskas, Stasys (1905–1927), litauischer Fußballspieler
- Sabaliauskienė, Aliona (* 1989), litauische Biathletin
- Sabaliotis, Pantelis (1955–2011), griechischer Künstler, Maler, Bildhauer und Kurator
- Sabalitschka, Theodor (1889–1971), deutscher Apotheker und Chemiker
- Sabally, Demba, gambischer Politiker
- Sabally, Momodou, gambischer Wirtschaftswissenschaftler, Politiker und Schriftsteller
- Sabally, Nyara (* 2000), deutsche Basketballspielerin
- Sabally, Saidou V. (* 1968), gambischer Politiker
- Sabally, Sana B. (* 1965), gambischer Offizier
- Sabally, Satou (* 1998), deutsche BasketballnationalspielerinSatou Sabally (* 1998)

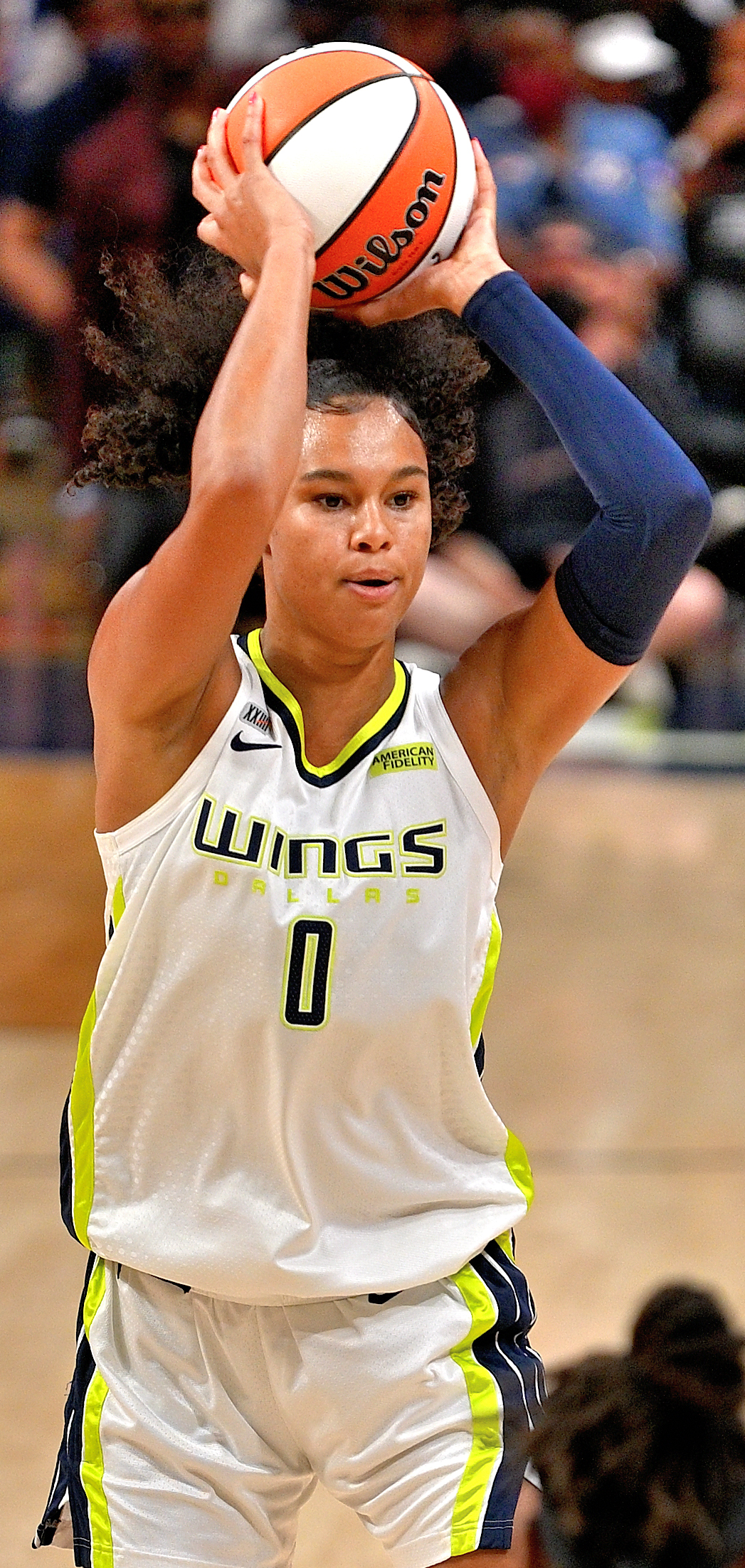
Satou Sabally (* 1998)

- Sabalotny, Juryj (* 1997), belarussischer Sprinter
- Sabaly, Cheikh Tidiane (* 1999), senegalesischer Fußballspieler
- Sabaly, Mamadou (* 1973), senegalesischer Fußballspieler
- Sabaly, Youssouf (* 1993), französischer Fußballspieler
- Saban, Eden (* 1995), israelische Schauspielerin und Model
- Saban, Erman (* 1983), nordmazedonisch-türkischer Schauspieler
- Saban, Ertan (* 1977), nordmazedonisch-türkischer Schauspieler
- Saban, Haim (* 1944), israelisch-US-amerikanischer Medienunternehmer, MilliardärHaim Saban (* 1944)

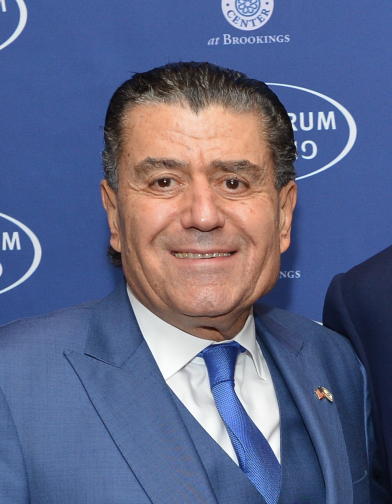
Haim Saban (* 1944)

- Sabán, Mario Javier (* 1966), argentinischer Psychologe, Judaist, Kabbalist, Hochschullehrer
- Saban, Maya (* 1978), deutsche Popsängerin
- Saban, Nick (* 1951), US-amerikanischer American-Football-Trainer
- Saban, Ody (* 1953), türkisch-französische Künstlerin der Art brut
- Saban, Phia (* 1998), britische Schauspielerin
- Saban, Rafael David (1890–1960), türkischer Großrabbiner
- Sabancı, Güler (* 1955), türkische Unternehmerin
- Sabancı, Hacı Ömer (1906–1966), türkischer Unternehmer
- Sabancı, Sakıp (1933–2004), türkischer Industrieller und Mäzen
- Sabancı, Sevil (* 1973), türkische Unternehmerin und Reiterin
- Sabanejew, Leonid Leonidowitsch (1881–1968), russischer Musikkritiker, Musikschriftsteller und Komponist
- Sabankay, Oğuz (* 1987), türkischer Fußballspieler
- Sabanov, Erol (* 1974), deutscher Fußballtorwart
- Sabanov, Ivan (* 1992), serbisch-kroatischer Tennisspieler
- Sabanov, Matej (* 1992), serbisch-kroatischer Tennisspieler
- Šabanović, Halid (* 1999), bosnischer Fußballspieler
- Šabanović, Samel (* 1983), montenegrinischer Fußballspieler
- Sabapathy, Sinnayah (1947–2022), malaysischer Leichtathlet
- Sabar, Yona (* 1938), kurdisch-jüdischer Gelehrter, Linguist und Forscher
- Sabara, Daryl (* 1992), US-amerikanischer SchauspielerDaryl Sabara (* 1992)

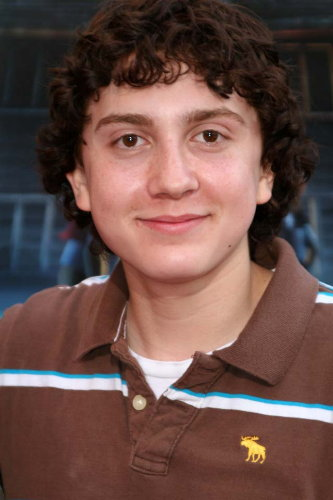
Daryl Sabara (* 1992)

- Sabara, Olessja Alexandrowna (* 1982), russische Stabhochspringerin
- Sabarko, Borys (* 1935), ukrainischer Historiker und Überlebender des Holocaust
- Sabarnyj, Illja (* 2002), ukrainischer Fußballspieler
- Sabarsky, Serge (1912–1996), amerikanischer Kunsthändler und -sammler
- Sabartés, Jaime (1881–1968), spanischer Bildhauer, Dichter und Schriftsteller
- Sabarth, Benno (1849–1935), deutscher Reichsgerichtsrat
- Sabas (439–532), Mönch und Einsiedler; Klostergründer
- Sabas der Gote († 372), freigeborener Gote
- Sabaschnikowa, Antonina Wassiljewna (1861–1945), russische Pianistin und Publizistin
- Sabaschta, Ljubow (1918–1990), sowjetische Schriftstellerin
- Sabaß, Max (* 1874), Abgeordneter der deutschen Minderheit im Schlesischen Parlament
- Sabaß, Wilmar (1902–1980), deutscher Ingenieur und Politiker (CDU), MdB
- Sabasteanski, Kristina (* 1969), US-amerikanische Biathletin
- Sabat Ercasty, Carlos (1887–1982), uruguayischer Schriftsteller
- Sabat, Marc (* 1965), kanadischer Komponist in Berlin
- Sabata, Xavier (* 1976), katalanischer Opernsänger (Countertenor) und Schauspieler
- Sabatauskas, Julius (* 1958), litauischer Politiker
- Sabaté Llopart, Francesc (1915–1960), spanischer Anarchist und Widerstandskämpfer
- Sabaté, Carlos Mora (* 1990), spanischer Volleyballspieler
- Sabaté, Xavi (* 1976), spanischer Handballspieler und -trainer
- Sabatel, Luis, uruguayischer Fußballspieler
- Sabatelli, Joyello (* 1982), deutsch-italienischer Popsänger, Entertainer, Songwriter und Schauspieler
- Sabater i Parera, Rosa (1929–1983), katalanische Pianistin und Musikpädagogin
- Sabater i Sust, Josep (1882–1969), katalanischer Dirigent und klassischer Pianist
- Sabater Pi, Jordi (1922–2009), spanischer Ethologe
- Sabater, Jimmy (1936–2012), US-amerikanischer Latin Jazz-Musiker und Songwriter
- Sabatés, Jordi (1948–2022), spanischer Musiker (Piano, Komposition)
- Sabath, Adolph J. (1866–1952), US-amerikanischer Politiker
- Sabath, Gustav (1863–1952), deutscher sozialdemokratischer Politiker und Gewerkschafter
- Sabath, Hermann (1888–1968), deutscher Ministerialbeamter
- Sabath, Ilsa-Maria (1926–2020), deutsche Sportpädagogin, Hochschullehrerin, Sportfunktionärin
- Sabath, Johann (1939–2023), deutscher Fußballspieler
- Sabath, Wolfgang (1937–2011), deutscher Journalist und Autor
- Sabathia, C.C. (* 1980), US-amerikanischer Baseballspieler
- Sabathil, Ferdinand (1856–1937), österreichischer Flötist und Komponist
- Sabathil, Gerhard (* 1954), deutscher Kommissionsbeamter und Diplomat
- Sabathy, Daniel (* 1967), Schweizer Unihockeytrainer
- Sabatier de Castres, Antoine (1742–1817), französischer Publizist, Journalist und Schriftsteller
- Sabatier, Armand (1834–1910), französischer Zoologe
- Sabatier, Auguste (1839–1901), französischer Religionswissenschaftler und Hochschullehrer
- Sabatier, Ernest (1886–1965), französischer katholischer Missionar auf den Gilbertinseln, dem heutigen Kiribati und Autor
- Sabatier, François (1818–1891), französischer Gelehrter, Kunstkritiker, Übersetzer und Mäzen
- Sabatier, Paul (1854–1941), französischer Chemiker
- Sabatier, Paul (1858–1928), französischer evangelischer Theologe und Historiker
- Sabatier, Petrus (1682–1742), französischer Benediktiner, Herausgeber der Vetus Latina
- Sabatier, Raphaël Bienvenu (1732–1811), französischer Mediziner
- Sabatier, Robert (1923–2012), französischer Schriftsteller und Literaturkritiker
- Sabatini, Alice (* 1996), italienische Basketballspielerin und Miss Italien 2015
- Sabatini, Andrea, italienischer Maler
- Sabatini, David Domingo (* 1931), argentinisch-US-amerikanischer Molekularbiologe
- Sabatini, David M. (* 1968), US-amerikanischer Molekularbiologe
- Sabatini, Fabio (* 1985), italienischer Radrennfahrer
- Sabatini, Francesco (1721–1797), Architekt
- Sabatini, Gabriela (* 1970), argentinische TennisspielerinGabriela Sabatini (* 1970)

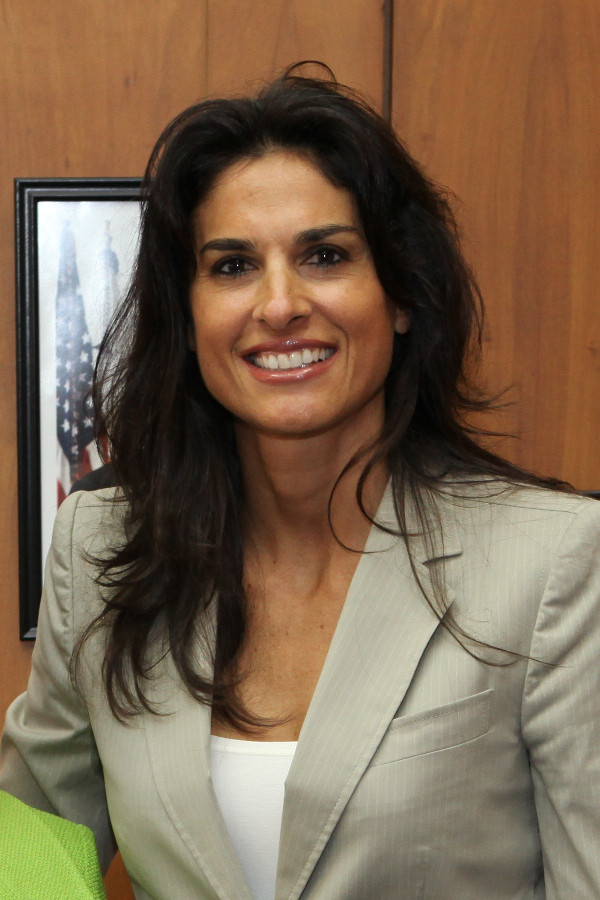
Gabriela Sabatini (* 1970)

- Sabatini, Lawrence (* 1930), US-amerikanischer Ordensgeistlicher, Altbischof von Kamloops
- Sabatini, Lorenzo (1530–1576), italienischer Maler
- Sabatini, Mario (* 1927), italienischer Filmregisseur und Drehbuchautor
- Sabatini, Mario (* 1943), deutscher Ringer
- Sabatini, Rafael (1875–1950), italienisch-britischer Schriftsteller
- Sabatino Cardelli, Héctor (1941–2022), argentinischer Geistlicher, römisch-katholischer Bischof von San Nicolás de los Arroyos
- Sabatino, Daniela (* 1985), italienische Fußballspielerin
- Sabatino, Nicola († 1796), italienischer Komponist der Vorklassik
- Sabatnig, Santina (* 2004), österreichische Handballspielerin
- Sabàto, Antonio (1943–2021), italienischer Schauspieler
- Sabato, Antonio junior (* 1972), US-amerikanischer SchauspielerAntonio Sabato junior (* 1972)

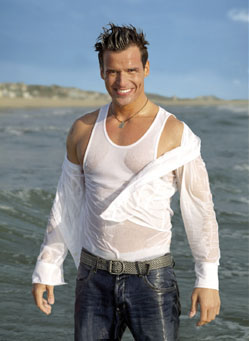
Antonio Sabato junior (* 1972)

- Sabato, Ernesto (1911–2011), argentinischer Schriftsteller und Physiker
- Sabato, Raffaele (* 1960), italienischer Jurist und Richter am Europäischen Gerichtshof für Menschenrechte
- Sabato, Simona (* 1964), deutsche Schriftstellerin
- Šabatová, Anna (* 1951), tschechische Dissidentin, Politikerin
- Sabatschus, Olaf (* 1971), deutscher Triathlet
- Sabattani, Aurelio (1912–2003), italienischer Geistlicher, Kardinal der römisch-katholischen Kirche
- Sabatté, Fernand (1874–1940), französischer Historienmaler
- Sabatucci, Antonio (1835–1920), römisch-katholischer Erzbischof und vatikanischer Diplomat
- Sabău, Ioan (* 1968), rumänischer Fußballspieler und -trainer
- Sabău, Răzvan (* 1977), rumänischer Tennisspieler
- Sabaudus, Geistlicher, Erzbischof von Trier
- Sabavala, Jehangir (1922–2011), indischer Maler
- Sabay, Ria (* 1985), deutsche Tennisspielerin

### Sabb
- Sabbadin, Alfredo (1936–2016), italienischer Radrennfahrer
- Sabbadin, Arturo (* 1939), italienischer Radrennfahrer
- Sabbadini, Alois († 1857), italienischer Kaufmann, bayerischer Abgeordneter
- Sabbadini, Linda Laura (* 1956), italienische Statistikerin und Journalistin
- Sabbadini, Tino (1928–2002), französischer Radrennfahrer
- Sabbadino, Cristoforo (1489–1560), Wasserbauer in der Republik Venedig
- Sabbag, Britta (* 1978), deutsche Autorin
- Sabbagh, Hammuda (* 1959), syrischer Parlamentssprecher assyrischer Ethnizität
- Sabbagh, Humaid Al (* 1972), Straßenradrennfahrer aus den Vereinigten Arabischen Emiraten
- Sabbagh, Jérôme (* 1973), französischer Jazzmusiker
- Sabbagh, Mustafa, syrischer Geschäftsmann und Politiker
- Sabbagh, Rana (* 1962), jordanische Journalistin
- Sabbaghian, Boghos Bedros XII. (1836–1915), Patriarch von Kilikien der Armenisch-katholischen Kirche und Kardinal der römischen Kirche
- Sabbaghian, Haschem (* 1937), iranischer Politiker
- Sabbah, Blanche (* 1995), französische Comicautorin und Aktivistin für Feminismus und Klimaschutz
- Sabbah, Claude (* 1954), französischer Mathematiker
- Sabbah, Michel (* 1933), palästinensischer katholischer Theologe und Lateinischer Patriarch von JerusalemMichel Sabbah (* 1933)

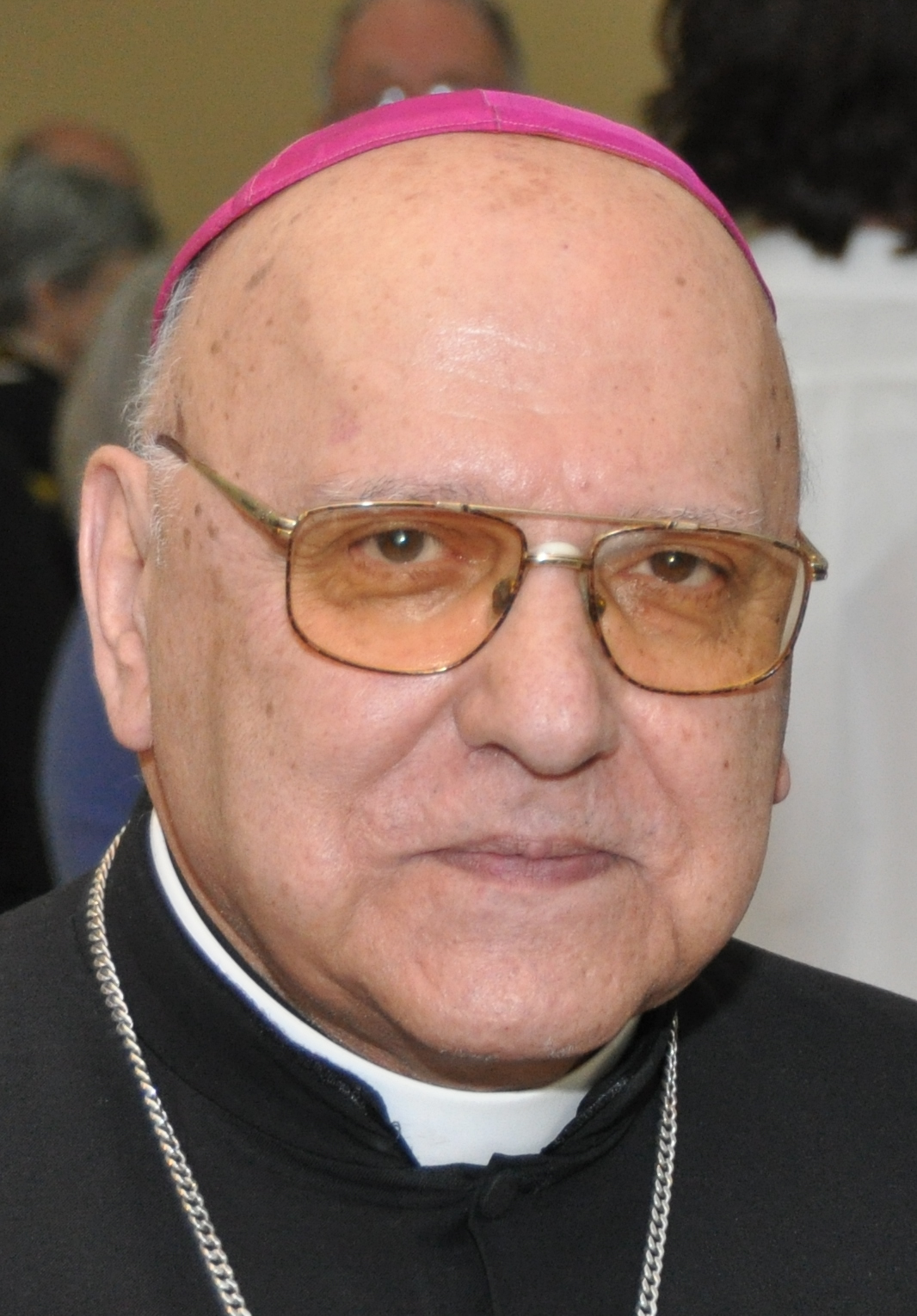
Michel Sabbah (* 1933)

- Sabban, Annette (1953–2019), deutsche Sprach- und Übersetzungswissenschaftlerin
- Sabban, Kay (1952–1992), deutscher Schauspieler
- Sabbas Asidenos, byzantinischer Magnat in Kleinasien, Sebastokrator unter Kaiser Theodor I. Laskaris
- Sabbat, Kazimierz (1913–1989), polnischer Jurist, Unternehmer und Politiker
- Sabbatai Ben Josef (1641–1718), jüdischer Schriftsteller, Gelehrter, Bibliograph und Verleger, der in Polen, Böhmen, Holland und Schlesien wirkte
- Sabbatai ben Meir ha-Kohen (1621–1662), jüdischer Gelehrter
- Sabbatelli, Tino (* 1983), amerikanischer Wrestler
- Sabbatini, Aurelio (1909–1987), luxemburgischer Bildhauer und Steinbildhauer
- Sabbatini, Enrico (1932–1998), italienischer Kostümbildner und Szenenbildner
- Sabbatini, Gaia (* 1999), italienische Mittelstreckenläuferin
- Sabbatini, Jonathan (* 1988), uruguayischer Fußballspieler
- Sabbatini, Luigi Antonio (1732–1809), italienischer Komponist und Musiktheoretiker
- Sabbatini, Nicola (1574–1654), italienischer Architekt, Ingenieur und Pionier in der Technik der Bühnenmaschinerie
- Sabbatini, Pietro Paolo (1600–1657), italienischer Komponist des musikalischen Barock, Musikdirektor und Musiker
- Sabbatini, Rory (* 1976), südafrikanischer Golfer
- Sabbe, Étienne (1901–1969), belgischer Historiker und Generalarchivar
- Sabbe, Karel (* 1989), belgischer Ultraläufer
- Sabbe, Kyriani (* 2005), belgischer Fußballspieler
- Sabbi, Emmanuel (* 1997), US-amerikanisch-ghanaisch-italienischer FußballspielerEmmanuel Sabbi (* 1997)

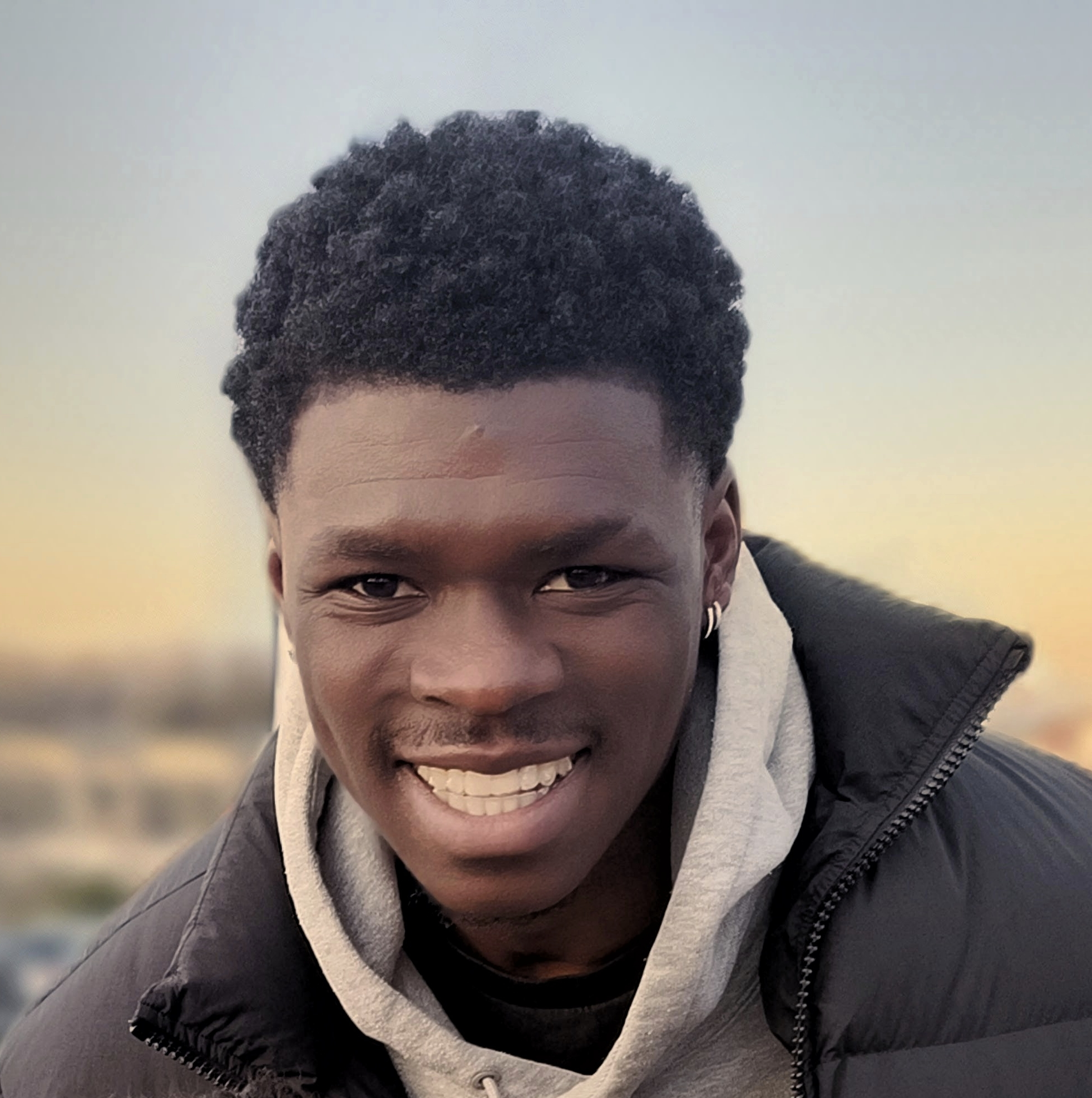
Emmanuel Sabbi (* 1997)

- Sabbioni, Simone (* 1996), italienischer Schwimmer

### Sabe
- Sabean, David Warren (* 1939), US-amerikanischer Historiker
- Sabeditsch, Ernst (1920–1986), österreichischer Fußballspieler
- Sabee, Hussein al- (* 1979), saudi-arabischer Weitspringer
- Sabef, altägyptischer Beamter des Königshauses
- Sabeh, Hassan (* 1947), libanesischer Politiker
- Sabejew, Arawat (* 1968), sowjetischer und deutscher Ringer
- Sabel, Anton (1902–1983), deutscher Politiker (CDU), MdB
- Sabel, Bernhard (* 1957), deutscher PsychologeBernhard Sabel (* 1957)

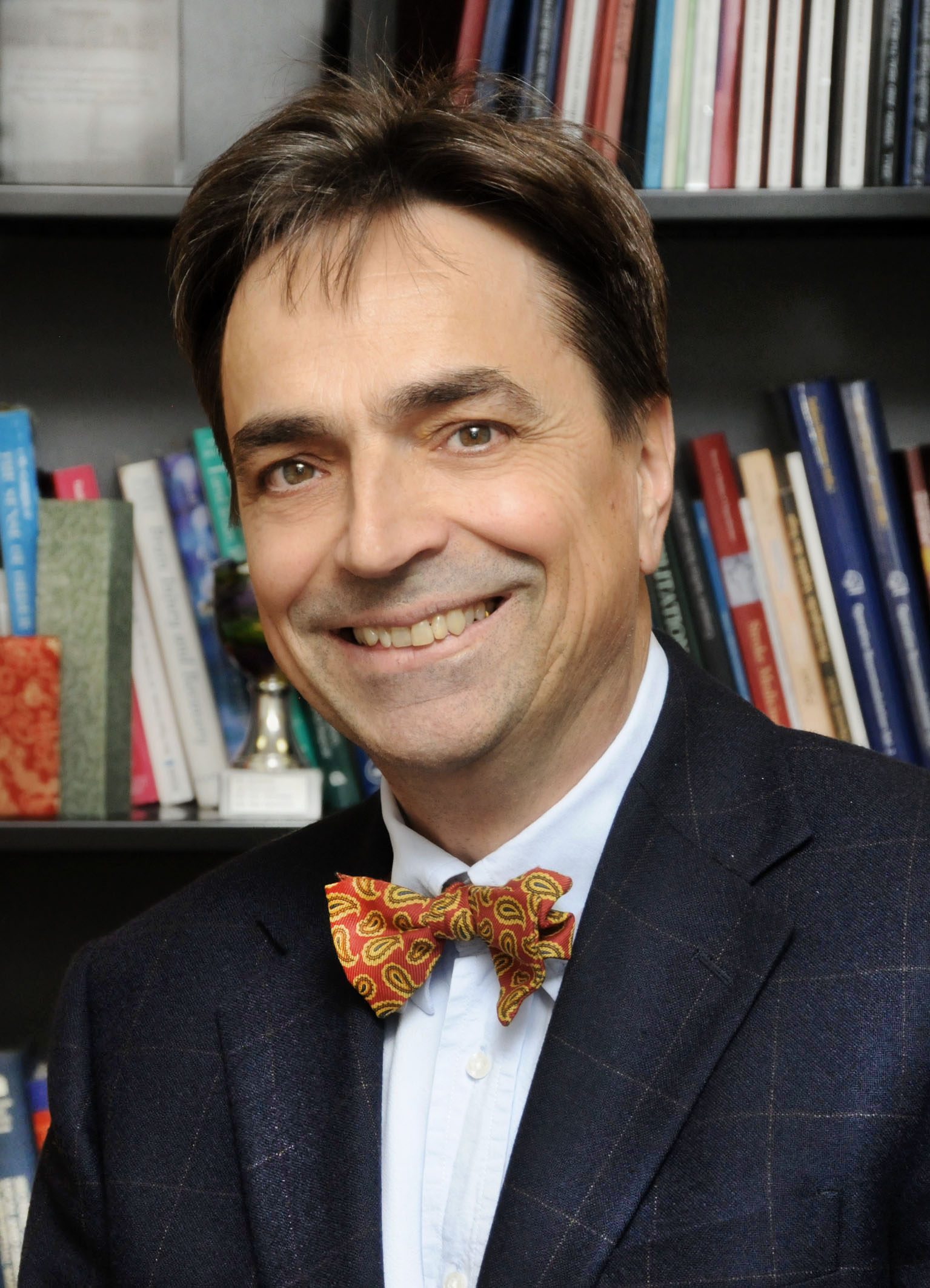
Bernhard Sabel (* 1957)

- Sabel, Charles F. (* 1947), US-amerikanischer Sozialwissenschaftler
- Sabel, Gotthold (1852–1909), deutscher Heraldiker und Siegelforscher
- Sabel, Gustav Adolf (1867–1911), deutscher Privatschulgründer
- Sabel, Hans (1912–2003), deutscher Komponist, Musikpädagoge und Autor
- Sabel, Johann (1875–1932), österreichischer Politiker (CS), Landtagsabgeordneter und Landtagspräsident
- Sabel, Martin (* 1972), deutscher Schauspieler, Synchronsprecher, sowie Hörbuch- und Hörspielsprecher
- Sabel, Robert (1860–1911), schlesischer Dialektdichter und Schriftsteller
- Sabel, Rolf D. (1949–2024), deutscher Schriftsteller und Fußballfunktionär
- Sabel, Virgilio (1920–1989), italienischer Filmregisseur und Drehbuchautor
- Sabelin, Alexander Nikolajewitsch (* 1931), sowjetischer Sportschütze
- Sabelin, Iwan Jegorowitsch (1820–1909), russischer Historiker und Archäologe
- Sabelina, Alexandra Iwanowna (1937–2022), sowjetische Fechterin
- Sabelinskaja, Olga Sergejewna (* 1980), russische und usbekische Radrennfahrerin
- Sabelko, Adolf (1890–1973), österreichischer Geistlicher und Politiker (CSP), Mitglied des Bundesrates
- Sabella, Alejandro (1954–2020), argentinischer Fußballspieler und -trainer
- Sabella, Ernie (* 1949), US-amerikanischer Schauspieler und SynchronsprecherErnie Sabella (* 1949)

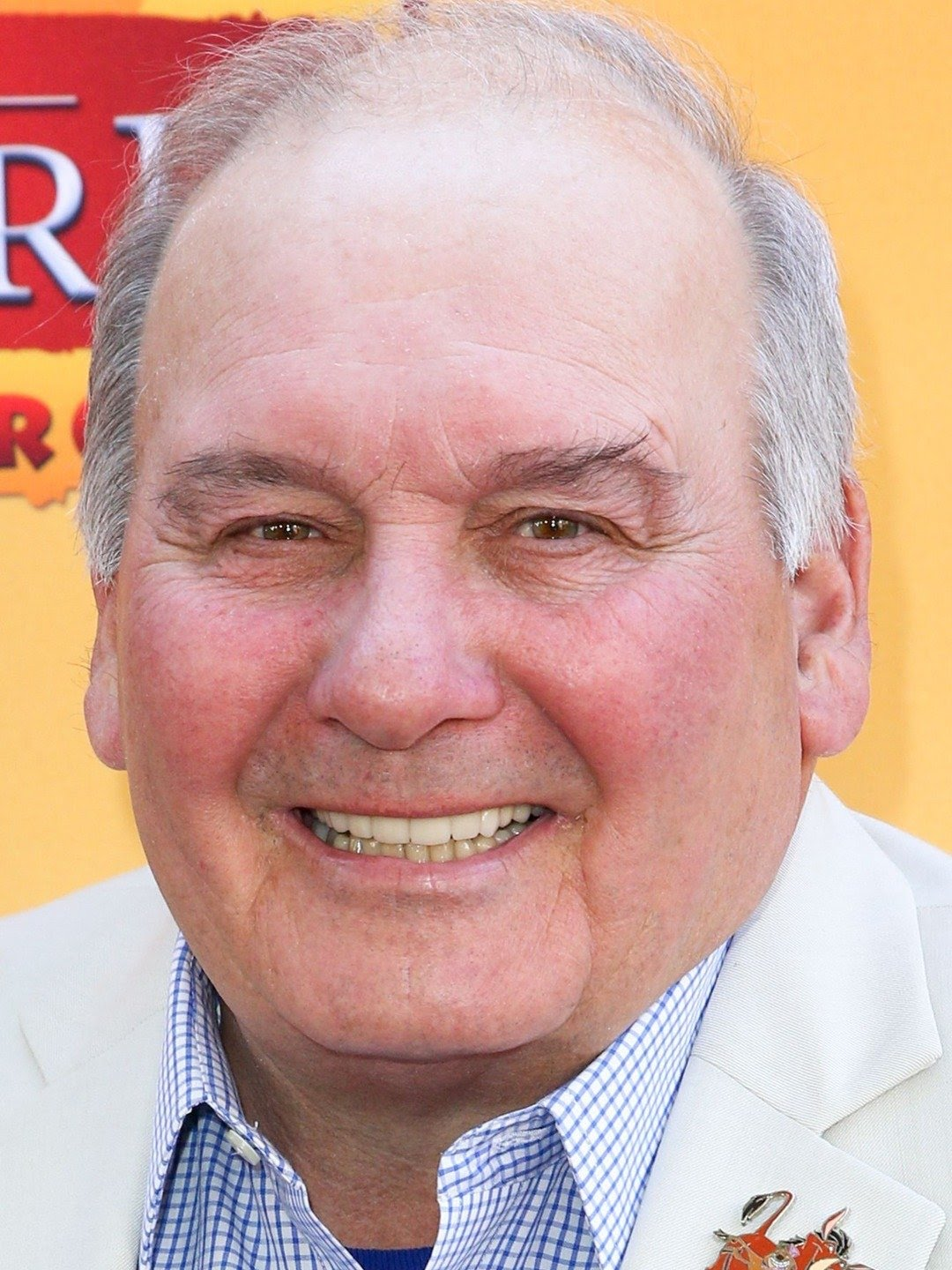
Ernie Sabella (* 1949)

- Sabella, Michael (1910–1989), US-amerikanischer Berufsverbrecher in der New Yorker Mafiafamilie Bonanno
- Sabella, Salvatore (1891–1962), sizilianisch-amerikanischer Mobster
- Sabelleck, Rainer (* 1953), deutscher Historiker
- Sabelli, Stefano (* 1993), italienischer Fußballspieler
- Sabellico, Marcantonio († 1506), italienischer Historiker und Bibliothekar
- Sabellius, Priester und Theologe
- Sabello, Parmen Petrowitsch (1830–1917), russischer Bildhauer
- Sabellus, römischer Autor
- Sabelus, Heidi (* 1942), deutsche Keramikerin
- Saber, Ashraf (* 1973), italienischer Leichtathlet
- Saber, Karim, britischer Jazzmusiker (Gitarre, Komposition)
- Saber, Mohamed (* 1987), marokkanischer Tennisspieler
- Saberhagen, Fred (1930–2007), amerikanischer Autor von Science-Fiction und Fantasy
- Saberi, Mehdi (* 1991), iranischer Kugelstoßer
- Saberi, Roxana (* 1977), iranisch-US-amerikanische Journalistin
- Saberi, Wahid, afghanischer Sänger
- Saberin, Shahrin (* 1995), singapurischer Fußballspieler
- Saberschinsky, Alexander (* 1968), deutscher katholischer Liturgiewissenschaftler
- Saberschinsky, Hagen (* 1939), deutscher Polizist, Polizeipräsident von Berlin (1992–2001)
- Saberski, Damjan (1929–2006), bulgarischer Maler
- Sabersky, Annette (* 1964), deutsche Fachjournalistin und Sachbuchautorin
- Sabersky, Max (1840–1887), deutscher Unternehmer
- Sabersky, Nadja (* 1998), deutsche Schauspielerin
- Saberton, Pete (1950–2012), britischer Jazzmusiker und Komponist
- Sabet, Hossein (* 1935), iranisch-deutscher Unternehmer
- Sabet, Huschmand (1931–2016), deutscher Unternehmer und Publizist
- Sabet, Mounir (1936–2024), ägyptischer General und Sportfunktionär
- Sabetai, Victoria, griechische Klassische Archäologin
- Sabeti, Pardis C. (* 1975), iranisch-amerikanische Bioinformatikerin und medizinische Genetikerin
- Sabeti, Parviz (* 1936), iranischer Mitarbeiter des Nachrichtendienstes SAVAK
- Sabetkar, Sean (* 1995), schwedisch-iranischer Fußballspieler
- Sabetzer, Rudolf (1934–1983), österreichischer Fußball-Nationalspieler
- Sabetzki, Günther (1915–2000), deutscher Eissportoffizieller, Präsident des Deutschen Eishockey-Bundes, IIHF-Präsident
- Sabew, Mitko (* 1961), bulgarischer Geschäftsmann
- Sabew, Todor (1928–2008), bulgarisch-orthodoxer Theologe

### Sabh
- Sabharwal, Tara (* 1957), indische Malerin
- Sabhi, Issam al- (* 1997), omanischer Fußballspieler

### Sabi
- Sabi Bio, Antoine (* 1963), beninischer Geistlicher, römisch-katholischer Bischof von Natitingou
- Sabia, Donato (1963–2020), italienischer Leichtathlet
- Sabiani, Ismail al- (* 1989), saudischer Sprinter
- Sabiani, Simon (1888–1956), französischer Politiker
- Sabicas († 1990), spanischer Flamencogitarrist
- Sabich, Vladimir (1945–1976), US-amerikanischer Skirennläufer
- Sabidius Maximus, Marcus, römischer Centurio
- Sabido, Hugo (* 1979), portugiesischer Radrennfahrer
- Sabidussi, Gert (1929–2022), kanadischer Mathematiker
- Sabihy, Kyle (* 1983), US-amerikanischer Schauspieler
- Sabijako, Natalja Alexandrowna (* 1994), russische EiskunstläuferinNatalja Alexandrowna Sabijako (* 1994)
- Sabiktas, Satrap von Kappadokien

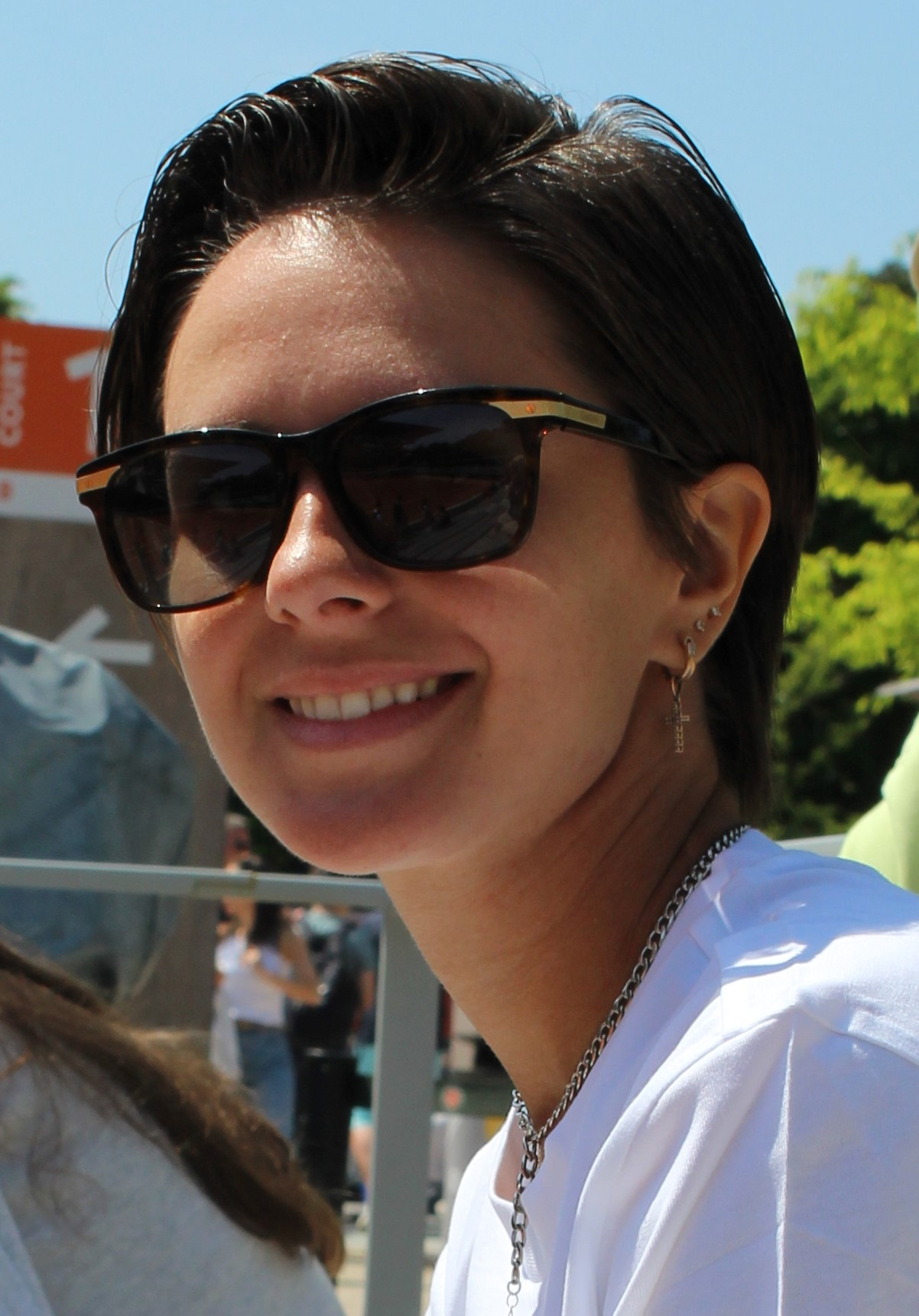
Natalja Alexandrowna Sabijako (* 1994)

- Sabila, Natalija (1903–1985), ukrainisch-sowjetische Autorin und Übersetzerin
- Sabila, Wiktor (1808–1869), ukrainischer Dichter der Romantik
- Sabillo, Merlito (* 1984), philippinischer Boxer
- Sabillón, Mauricio (* 1978), honduranischer Fußballspieler
- Sabin, Herrscher über Bulgarien (zwischen 765 und 766)
- Sabin, Albert (1906–1993), US-amerikanischer Arzt, Virologie, Entwickler der Polio-SchluckimpfungAlbert Sabin (1906–1993)

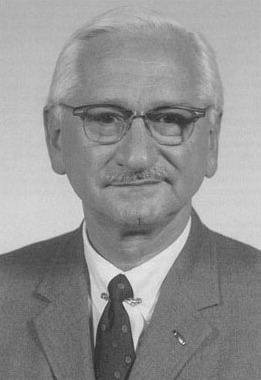
Albert Sabin (1906–1993)

- Sabin, Alvah (1793–1885), US-amerikanischer Politiker
- Sabin, Chris (* 1982), US-amerikanischer Wrestler
- Sabin, Dwight May (1843–1902), US-amerikanischer Politiker
- Sabin, Florence Rena (1871–1953), US-amerikanische Medizinerin und Pionierwissenschaftlerin
- Sabin, Louis (1851–1914), deutscher Unternehmer und Politiker, MdR
- Sabin, Paul (* 1970), US-amerikanischer Historiker
- Sabin, Stefana (* 1955), deutsche Literaturwissenschaftlerin und Autorin
- Sabina († 119), christliche Märtyrerin
- Sabina Catharina (1582–1618), Gräfin von Rietberg
- Sabina von Bayern (1492–1564), Herzogin von Württemberg
- Sabina von Brandenburg-Ansbach (1529–1575), Prinzessin von Brandenburg-Ansbach, durch Heirat Kurfürstin von Brandenburg
- Sabina von Steinbach, legendäre Steinmetzin
- Sabina von Württemberg (1549–1581), Prinzessin von Württemberg, durch Heirat Landgräfin von Hessen-Kassel
- Sabina, Joaquín (* 1949), spanischer Sänger und Liedermacher
- Sabina, Karel (1813–1877), tschechischer radikaler Demokrat, Publizist, Schriftsteller und Literaturkritiker
- Sabina, María († 1985), mexikanische SchamaninMaría Sabina († 1985)

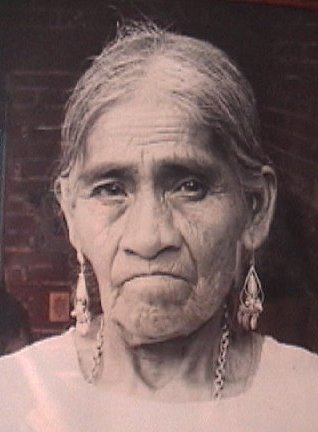
María Sabina († 1985)

- Sabina, Vibia, römische Kaiserin, Frau Hadrians
- Sabine von Pfalz-Simmern (1528–1578), Gräfin von Egmond und Fürstin von Gavre
- Sabine, Edward (1788–1883), irischer Astronom
- Sabine, George Holland (1880–1961), US-amerikanischer Philosoph und Vorläufer der Politikwissenschaft
- Sabine, Joseph (1770–1837), englischer Finanzbeamter und Botaniker
- Sabine, Lorenzo (1803–1877), US-amerikanischer Politiker
- Sabine, Paul (1879–1958), US-amerikanischer Experte für Raumakustik
- Sabine, Thierry (1949–1986), französischer Motorradrennfahrer und Gründer der Rallye Dakar
- Sabine, Wallace Clement (1868–1919), amerikanischer Physiker und Akustiker
- Sabini, Sebastián (* 1981), uruguayischer Politiker
- Sabinianus, antiker römischer Toreut
- Sabinianus, oströmischer Feldherr
- Sabinianus, römischer Heermeister
- Sabinianus, römischer Gegenkaiser
- Sabinianus († 606), Papst (604–606)
- Sabinillus, römischer Konsul 266
- Sabinin, Martha von (1831–1892), russische Komponistin und Pianistin
- Sabinin, Michail (1845–1900), russisch-georgischer Mönch, Historiker der georgischen orthodoxen Kirche, Hagiograf und Maler religiöser Bilder
- Sabinin, Stefan (1789–1863), russisch-orthodoxer Erzpriester in Weimar
- Sabinius Barbarus, Titus, römischer Soldat und Politiker, Suffektkonsul 118
- Sabinius Fuscus, Marcus, römischer Offizier (Kaiserzeit)
- Sabino Lopes, Mariano (* 1975), osttimoresischer Politiker
- Sabino, Brenner Alves (* 1999), brasilianischer Fußballspieler
- Sabino, Fernando (1923–2004), brasilianischer Schriftsteller und Journalist
- Sabino, Giovanni Maria (1588–1649), italienischer Komponist, Kapellmeister und Organist des musikalischen Barock
- Sabino, Lisa (* 1986), Schweizer Tennisspielerin
- Sabino, Steven (* 2006), mosambikanischer Leichtathlet
- Sabiński, Roman (1908–1978), polnischer Eishockeyspieler
- Sabinus, Angehöriger der germanischen kaiserlichen Leibwache (Germani corporis custodes)
- Sabinus, antiker griechischer Toreut und Silberschmied
- Sabinus, antiker römischer Geschirrwart
- Sabinus, römischer Dichter
- Sabinus von Assisi († 303), Bischof einer Kirchengemeinde von Assisi
- Sabinus von Canusium († 566), Bischof von Canosa
- Sabinus von Piacenza († 421), Bischof von Piacenza und Schüler und Freund des Ambrosius von Mailand
- Sabinus, Gaius Valarius, Finanzpolitiker im Römischen Reich
- Sabinus, Georg (1508–1560), Gründungsrektor der Universität zu Königsberg, Diplomat
- Sabinus, Iulius († 79), römischer Gegenkaiser in Gallien
- Sabinus, Masurius, römischer Jurist, Rechtswissenschaftler
- Sabio, Raymundo (1946–2022), philippinischer Geistlicher und Apostolischer Präfekt der Marshallinseln
- Sabir al-Fata, slawischer Admiral im fatimidischen Reich
- Sabiri, Abdelhamid (* 1996), marokkanisch-deutscher FußballspielerAbdelhamid Sabiri (* 1996)

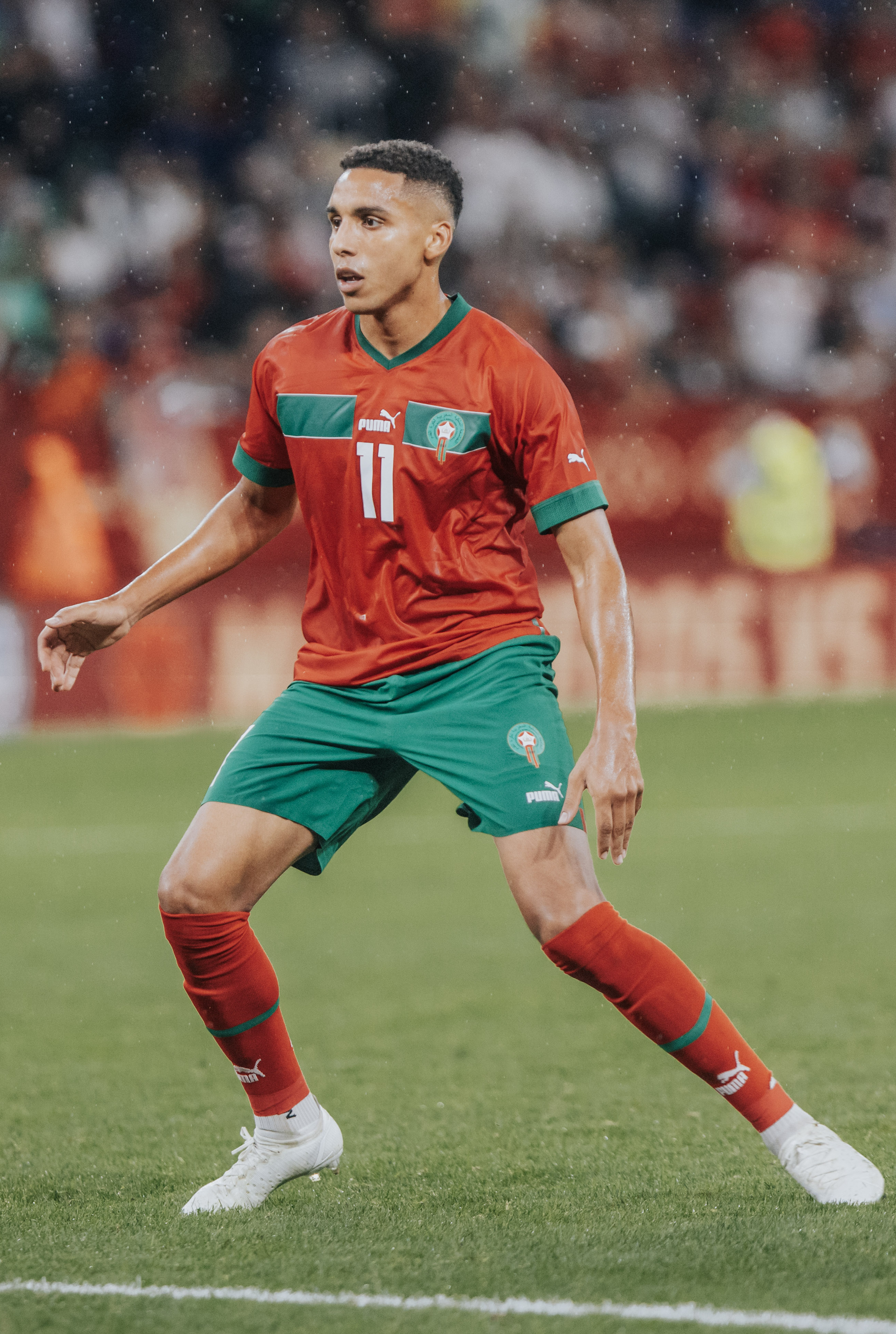
Abdelhamid Sabiri (* 1996)

- Sabirov, Timur (* 1986), usbekischer Bodybuilder
- Sabirow, Schamil Altajewitsch (* 1959), sowjetischer Boxer
- Sabirowa, Karina Ibragimowna (* 1998), russische Handballspielerin
- Sabirowa, Sülfija (* 1973), kasachische Radsportlerin
- Sabisch, Alfred (1905–1986), deutscher Bildhauer
- Sabisch, Alfred (1906–1977), deutscher römisch-katholischer Theologe und Priester
- Sabisch, Andrea (* 1970), deutsche Kunstpädagogin und Universitätsprofessorin
- Sabisch, Rudolf (1909–1945), deutscher römisch-katholischer Geistlicher und Märtyrer
- Sabitoğlu, Emin (1937–2000), aserbaidschanischer Komponist und Musikpädagoge
- Sabitow, Renat Charissowitsch (* 1985), russischer Fußballspieler
- Sabitzer, Claudia (* 1971), deutsche Schauspielerin
- Sabitzer, Herfried (* 1969), österreichischer Fußballspieler
- Sabitzer, Marcel (* 1994), österreichischer FußballspielerMarcel Sabitzer (* 1994)

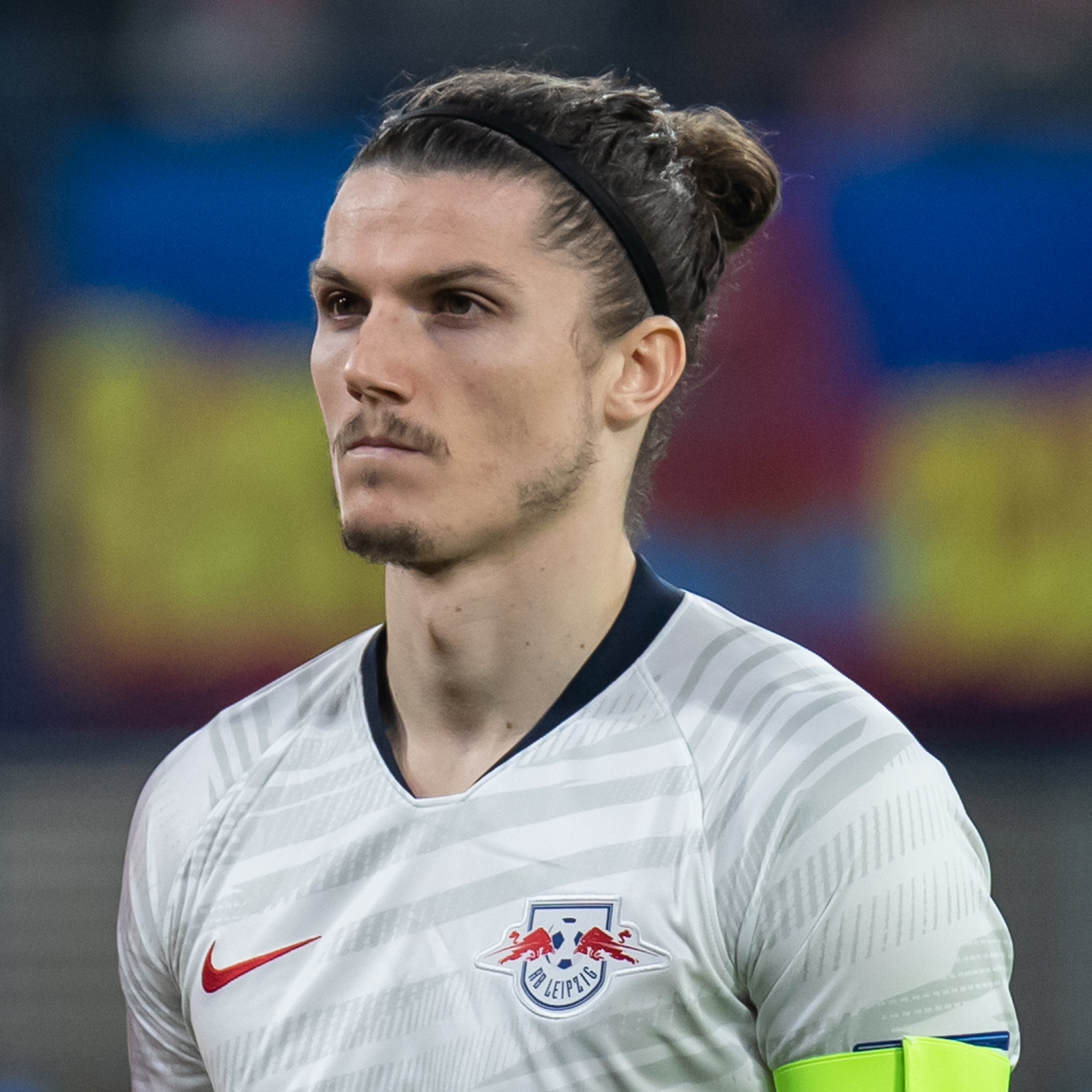
Marcel Sabitzer (* 1994)

- Sabitzer, Thomas (* 2000), österreichischer Fußballspieler
- Sabium († 1831 v. Chr.), König von Babylonien

### Sabl
- Sabla-Dimitrov, Kim-Patrick (* 1977), deutscher Pädagoge und Erziehungswissenschaftler
- Sablairolles, Anna (1861–1945), niederländische Schauspielerin
- Sablairolles, Henriëtte (1833–1890), niederländische Schauspielerin und Operettensängerin
- Sablairolles, Sophia (1817–1859), niederländische Schauspielerin
- Sablairolles, Suzanna (1829–1867), niederländische Schauspielerin
- Sablairolles, Wilhelmina Gerretje (1818–1891), niederländische Schauspielerin
- Sablan, Gregorio (* 1955), US-amerikanischer Politiker
- Sablatnig, Apollonia (1900–1980), österreichische Erwachsenenbildnerin, Leiterin der Arbeiterkammerbibliothek Klagenfurt
- Sablatnig, Berta (1925–2008), österreichische Hochspringerin
- Sablatnig, Christian (* 1979), österreichischer Fußballspieler
- Sablatnig, Josef (1886–1946), österreichischer Pionier der Luftfahrt, des Flugzeugbaues und Luftverkehrs
- Sablatnik, Michael (* 1986), österreichischer Skirennläufer
- Sable, Avinash (* 1994), indischer Hindernisläufer
- Sabler, Roman (* 1995), slowakischer Fußballspieler
- Sablić, Goran (* 1979), kroatischer Fußballspieler und -trainer
- Sablière, Carl de la (1895–1979), französischer Segler
- Sablik, Aneta (* 1989), polnische Sängerin und Siegerin bei DSDSAneta Sablik (* 1989)

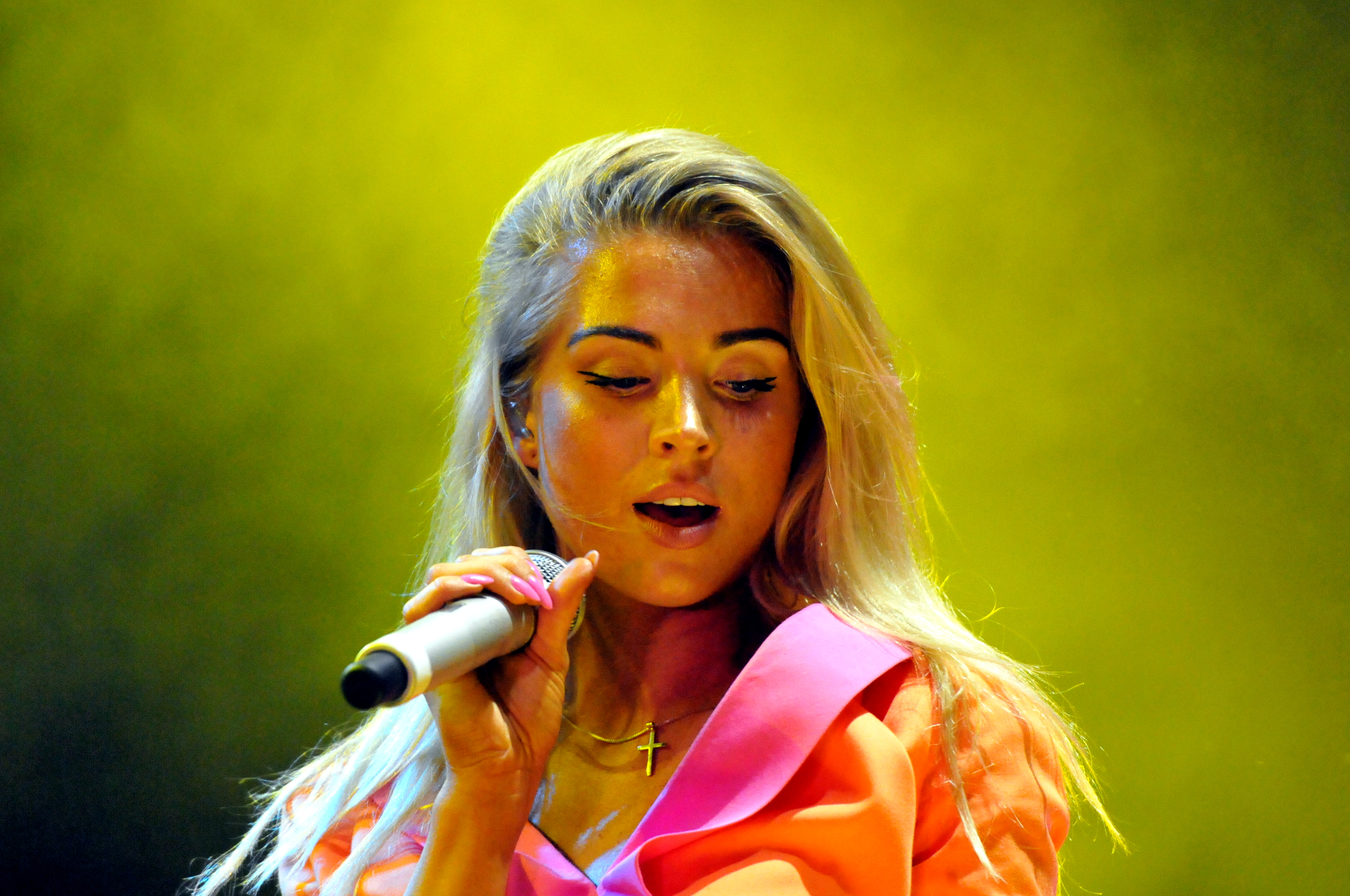
Aneta Sablik (* 1989)

- Sáblík, Lukáš (* 1976), tschechischer Eishockeytorwart
- Sablik, Nico (* 1988), deutscher Synchronsprecher
- Sáblíková, Martina (* 1987), tschechische Eisschnellläuferin
- Sablin, Dmitri Wadimowitsch (* 1968), russischer Politiker und Oberst der Reserve
- Sablin, Michail Pawlowitsch (1869–1920), russischer Vizeadmiral und Kommandeur der Schwarzmeerflotte
- Sablin, Waleri Michailowitsch (1939–1976), sowjetischer Korvettenkapitän
- Sablina, Anna Alexandrowna (* 1945), sowjetische Eisschnellläuferin
- Šablinskas, Eduardas (* 1957), litauischer Politiker (Seimas)
- Sabljić, Stanko (* 1988), kroatischer Handballspieler und -trainer
- Sablon, Jean (1906–1994), französischer Sänger
- Sablone, Alexis (* 1986), US-amerikanische professionelle Skateboarderin
- Sablonier, Roger (1941–2010), Schweizer Historiker
- Sablotny, Hans Michael (* 1965), deutscher Opern- und Konzertsänger (Tenor)
- Sablotzke, Karl († 1985), deutscher Opernsänger (Bariton, später Tenor)
- Sablowski, Casey (* 1989), australische Hockeyspielerin
- Sablowski, Thomas (* 1964), deutscher Politikwissenschaftler
- Sablukow, Alexander Alexandrowitsch (1783–1857), russischer Offizier und Erfinder

### Sabn
- Sabnani, Krishan (* 1954), indisch-amerikanischer Computeringenieur

### Sabo
- Sabo (* 1968), US-amerikanischer Streetartkünstler
- Sabo, Boukary (1924–2022), nigrischer Politiker
- Sabo, Dave (* 1964), US-amerikanischer Gitarrist und SongwriterDave Sabo (* 1964)

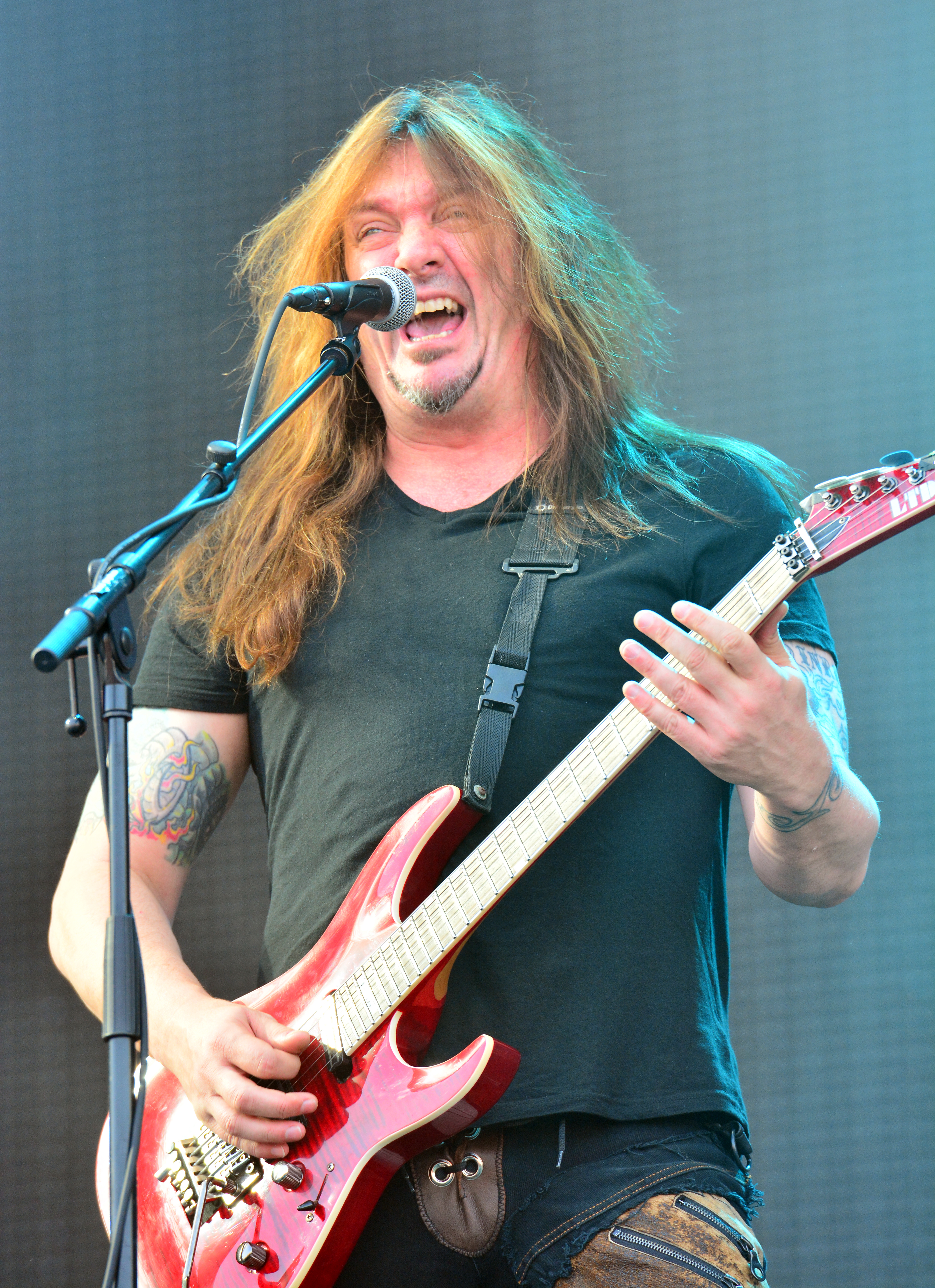
Dave Sabo (* 1964)

- Sabo, Erik (* 1991), slowakischer Fußballspieler
- Sabo, Franz (* 1953), deutscher katholischer Pfarrer
- Sabo, Leslie (1948–1970), US-amerikanischer Soldat
- Sabo, Martin Olav (1938–2016), US-amerikanischer Politiker
- Sabo, Oscar (1881–1969), österreichischer Schauspieler
- Sabo, Oscar junior (1922–1978), deutscher Schauspieler bei Bühne, Film und Fernsehen
- Sabo, Soumaïla (* 2005), burkinischer Leichtathlet
- Sabo, Wolf (1930–1992), deutscher Schauspieler und Regisseur
- Saboga, Carlos (* 1936), portugiesischer Drehbuchautor und Filmkritiker
- Sabogal Viana, Fernando (1941–2013), kolumbianischer Geistlicher und Weihbischof in Bogotá
- Sabogal, Isabel (* 1958), peruanisch-polnische Schriftstellerin und Übersetzerin
- Sabóia Bandeira Melo, Carlos Eduardo de (1902–1969), brasilianischer Ordensgeistlicher, römisch-katholischer Bischof von Palmas
- Sabol, Armin (* 1960), kroatischer Musiker und MusikproduzentArmin Sabol (* 1960)

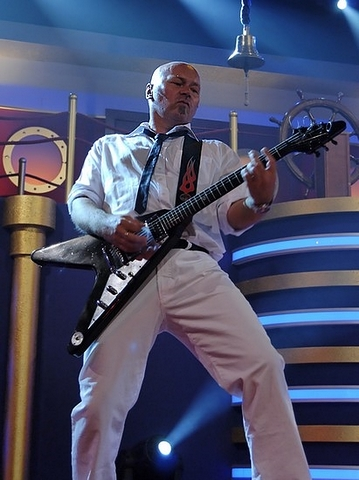
Armin Sabol (* 1960)

- Sabol, Tracy, US-amerikanische Moderatorin
- Sabolčík, Michal (1924–1995), tschechoslowakischer Politiker
- Sabolič, Robert (* 1988), slowenischer Eishockeyspieler
- Sabolo, Monica (* 1971), französische Journalistin und Schriftstellerin
- Sabolotnaja, Ljudmila Fjodorowna (* 1960), sowjetische Biathletin
- Sabolotnaja, Natalja Alexandrowna (* 1985), russische Gewichtheberin
- Sabolotnow, Sergej (* 1963), sowjetischer Schwimmer
- Sabolotny, Anton Konstantinowitsch (* 1991), russischer Fußballspieler
- Sabolotny, Nikolai Artschilowitsch (* 1990), russischer Fußballspieler
- Sabolotnyj, Danylo (1866–1929), ukrainischer Epidemiologe und Mikrobiologe
- Sabolotnyj, Serhij (* 1975), ukrainischer Film- und Fernsehregisseur, Dokumentarfilmer und Produzent
- Sabolotnyj, Wolodymyr (1898–1962), ukrainisch-sowjetischer Architekt
- Sabolotskaja, Ljubow Sergejewna (* 1956), sowjetische Skilangläuferin
- Sabolová, Veronika (* 1980), slowakische Rennrodlerin
- Sabolović, Sabina (* 1975), kroatische Kuratorin
- Sabolozki, Nikolai Alexejewitsch (1903–1958), russischer Autor, Poet der russischen Avantgarde
- Saboly, Nicolas (1614–1675), französischer Dichter und Musiker okzitanischer Sprache
- Sabon, Jacques (* 1535), französischer Typograph
- Sabongui, Patrick (* 1975), kanadischer Schauspieler
- Sabonis, Arvydas (* 1964), litauischer Basketballspieler
- Sabonis, Domantas (* 1996), litauischer BasketballspielerDomantas Sabonis (* 1996)

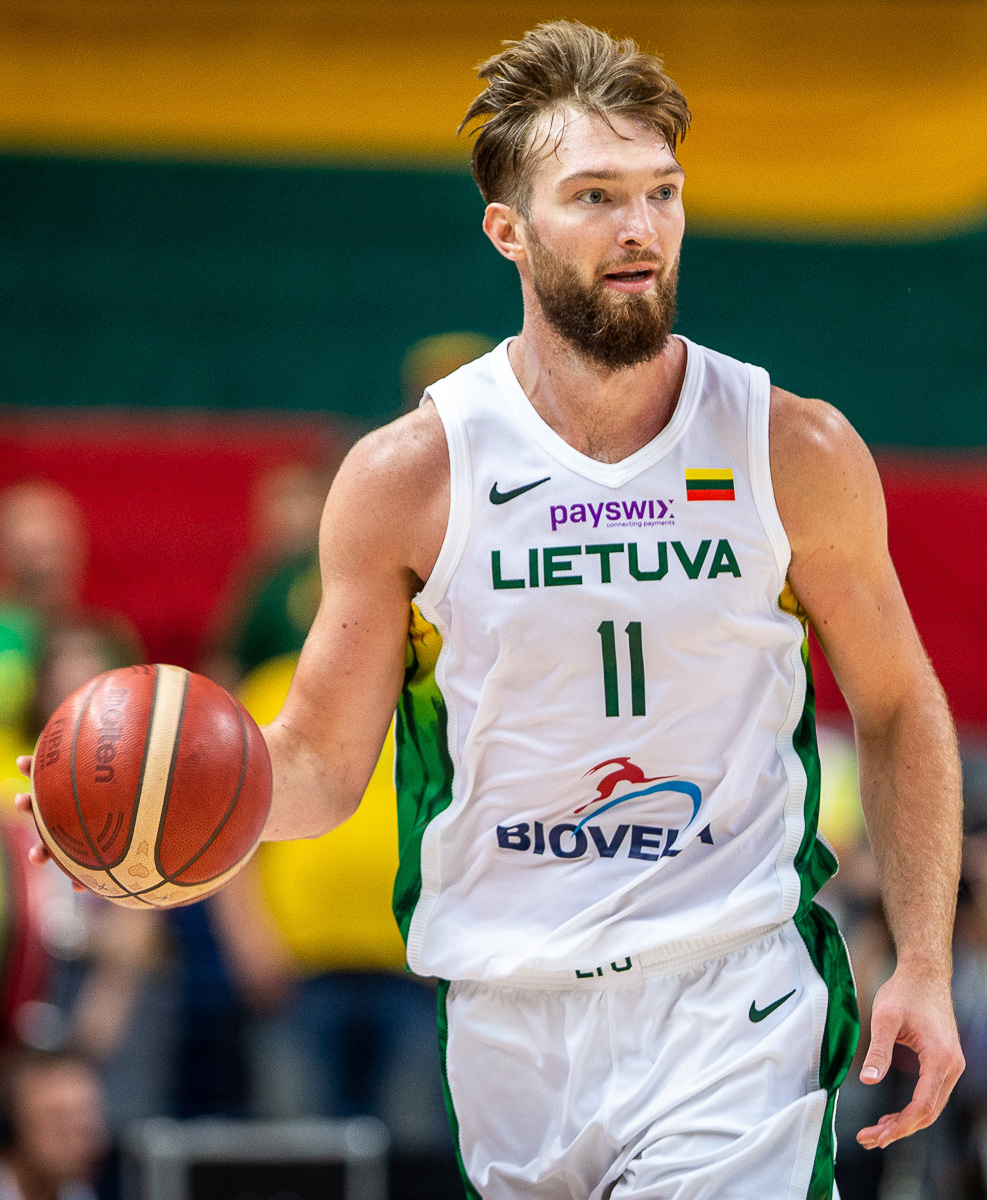
Domantas Sabonis (* 1996)

- Sabor, Adolf (1841–1907), deutscher Politiker (SPD), MdR
- Sabor, Steve (* 1965), deutscher Dichter und Kulturwissenschaftler
- Sabori, Amirjan, afghanischer Sänger, Komponist, Dichter
- Saborido, Enrique (1878–1941), argentinischer Tangogeiger, Tangopianist, Tangokomponist und Tangotänzer
- Saborido, José Ramón, kubanischer Politiker
- Saborío, Álvaro (* 1982), costa-ricanischer Fußballspieler
- Saborios († 668), oströmisch-byzantinischer Feldherr und Usurpator
- Saborit, Enric (* 1992), spanischer Fußballspieler
- Saborit, Juan (* 1956), kubanischer Hürdenläufer und Sprinter
- Saborowski, Cornelia (* 1971), deutsche Schauspielerin
- Saborowski, Frank (* 1958), deutscher Fußballspieler und -trainer
- Saborowski, Gerd (* 1943), deutscher FußballspielerGerd Saborowski (* 1943)

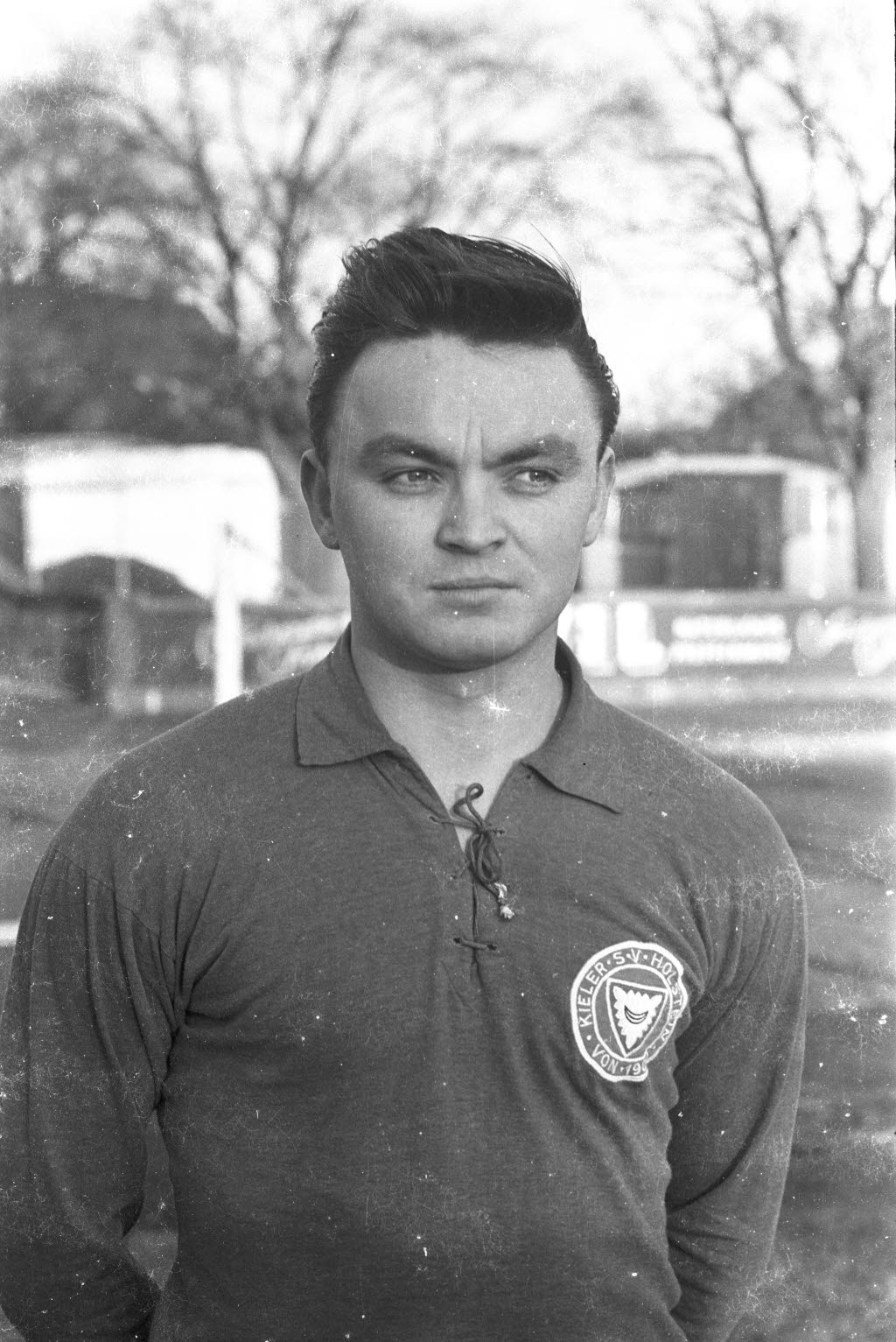
Gerd Saborowski (* 1943)

- Saborowski, Ines (* 1967), deutsche Politikerin (CDU), MdL
- Saborowski, Jenk (* 1977), deutscher Schriftsteller
- Saborowski, Stefan (* 1960), deutscher Schauspieler, Theaterregisseur, Hörspielsprecher und Dozent
- Saborrosch, Siegmund (* 1949), deutscher Fußballspieler
- Sabot, Hamilton (* 1987), französischer Turner
- Sabotin, Iwan Petrowitsch (1908–1955), sowjetischer Wasserbauingenieur und Schriftsteller
- Sabott, Edmund (1898–1956), deutscher Schriftsteller
- Sabottka, Scumeck (* 1962), deutscher Konzert- und Tourneeveranstalter und Gründer des Online-Portals tickets
- Sabottka, Thomas (* 1968), deutscher Autor
- Sabou, Samira (* 1981), nigrische Journalistin und Menschenrechtsaktivistin
- Sabour, Neli (* 1993), US-amerikanische Schauspielerin
- Sabouraud, Raymond (1864–1938), französischer Dermatologe und Mykologe
- Sabourin, Dany (* 1980), kanadischer Eishockeytorwart und -trainer
- Sabourin, Gary (* 1943), kanadischer Eishockeyspieler
- Sabourin, Geneviève (* 1972), kanadische Schauspielerin
- Sabourin, Jordan (* 1981), kanadischer Basketballspieler
- Sabouroff-Maler, griechisch-attischer Vasenmaler des rotfigurigen Stils
- Sabov, Zoltan (* 1951), deutsch-ungarischer Hochschullehrer (Wirtschaftspolitik)
- Sabovčík, Jozef (* 1963), slowakischer Eiskunstläufer
- Šabović, Besard (* 1998), schwedischer Fußballspieler

### Sabr
- Sabra, Abdelhamid I. (1924–2013), ägyptischer Wissenschaftshistoriker
- Sabra, Georges (* 1947), christlich-syrischer Politiker
- Sabrah, Abd as-Salam (1912–2012), jemenitischer Politiker
- Sabrakamani, nubischer König
- Sabran, César de († 1720), französischer Bischof
- Sabran, Françoise Eléonore Dejean de Manville, Comtesse de (1749–1827), Salondame
- Sabran, Garsende de, Adlige und Trobairitz aus dem Limousin
- Sabrautzky, Konrad (* 1948), deutscher Regisseur und Drehbuchautor
- Sabre Marroquín, José (1909–1995), mexikanischer Komponist und Dirigent
- Sabre, Zack Jr. (* 1987), englischer Wrestler
- Sabri Pascha, Ismail (1854–1923), ägyptischer Dichter und Staatsmann
- Sabri, Ali (1920–1991), ägyptischer Politiker und Premierminister
- Sabri, Hend (* 1979), tunesische Schauspielerin
- Sabri, Ikrima Sa'id (* 1939), palästinensischer Großmufti von Jerusalem
- Sabri, Mustafa (1869–1954), Scheich-ul Islam des Osmanischen Reiches
- Sabri, Nadschi (* 1951), irakischer Politiker, Außenminister des Irak
- Sabri, Nazli (1894–1978), zweite Ehefrau des ägyptischen Königs Fu'ād und die erste Königin des Königreichs Ägypten (1922–1936)Nazli Sabri (1894–1978)

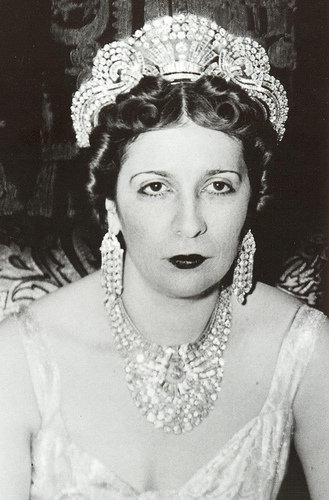
Nazli Sabri (1894–1978)

- Sabri, Nur (* 1984), irakischer Fußballtorwart
- Sabri, Suhairi (* 1996), singapurischer Fußballspieler
- Sabric, Regina A., US-amerikanischer Offizier, Generalmajor der US Air Force
- Sabrina (1936–2016), britische Schauspielerin und Sexsymbol
- Sabrina (* 1982), portugiesische Pop-Sängerin
- Sabrodski, Andrei Georgijewitsch (* 1946), russischer Festkörperphysiker und Hochschullehrer
- Sabrodskyj, Mychajlo (* 1973), ukrainischer Generalleutnant
- Sabrok, Sabrina (* 1976), argentinische Schauspielerin und SängerinSabrina Sabrok (* 1976)

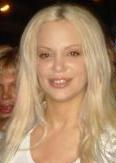
Sabrina Sabrok (* 1976)

- Sabroso, Ángel (* 1977), spanischer Handballschiedsrichter
- Sabrow, Martin (* 1954), deutscher Zeithistoriker und Politikwissenschaftler
- Sabruskowa, Walerija Walerjewna (* 1975), russische Speerwerferin
- Sabry, Sherif (* 1986), ägyptischer Tennisspieler
- Sabryha, Mychajlo (1940–2006), ukrainisch griechisch-katholischer Bischof von Ternopil-Sboriw

### Sabt
- Sabty, Hikmat Al- (* 1954), deutscher Politiker (Linke)

### Sabu
- Sabu, altägyptischer Beamter des Königshauses
- Sabu (1924–1963), indisch-US-amerikanischer SchauspielerSabu (1924–1963)

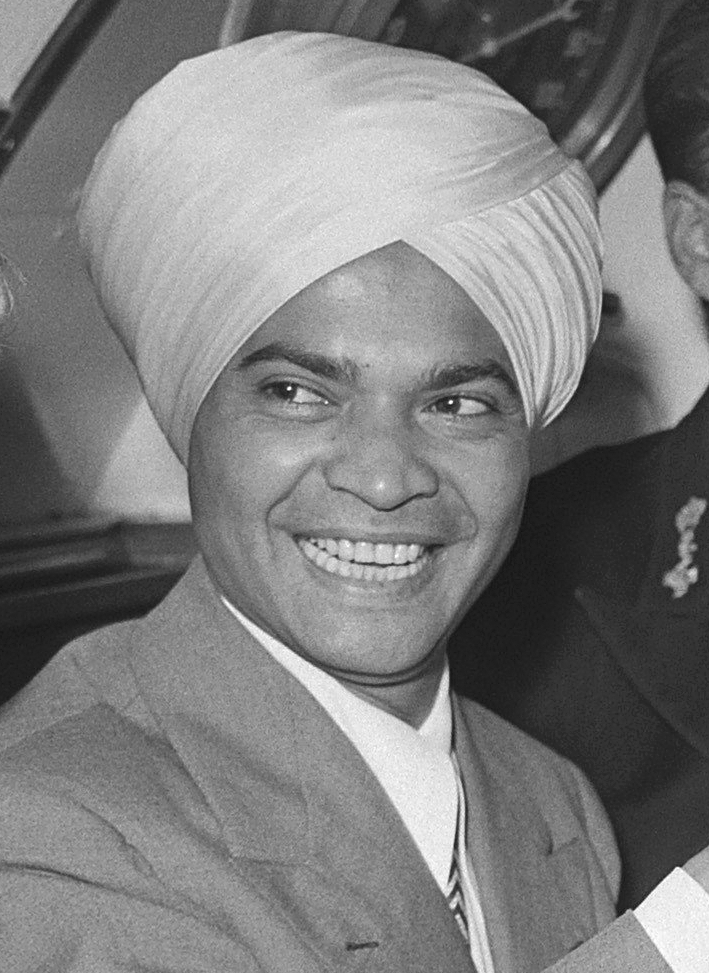
Sabu (1924–1963)

- Sabu (* 1964), US-amerikanischer Wrestler
- Sabu Ibbi, Hoherpriester des Ptah
- Sabu Tjeti, Hoherpriester des Ptah
- Sabua, Leon Rustamowitsch (* 2000), russischer Fußballspieler
- Sabucius Maior Caecilianus, Gaius, römischer Suffektkonsul 186
- Sabuco, Oliva (* 1562), spanische Autorin zur Medizinphilosophie
- Sabuda, Robert (* 1965), US-amerikanischer Kinderbuchillustrator und Gestalter von Pop-up Büchern
- Sabule, Annija (* 1997), lettische Biathletin
- Sabumukama, Enock (* 1995), burundischer Fußballspieler
- Sabuncu, Serdar (* 1977), türkischer Fußballtrainer
- Sabuni, Abdulghafur (* 1940), syrischer Arabist und Hochschullehrer
- Sabuni, Muhammad Ali (1930–2021), syrischer Tafsīr-Gelehrter
- Sabuni, Nyamko (* 1969), schwedische Politikerin, Mitglied des Riksdag, Ministerin
- Sabunow, Janko (1868–1909), bulgarischer Politiker
- Saburi, Shin (1909–1982), japanischer Filmschauspieler und Regisseur
- Saburido, Fernando Antônio (* 1947), brasilianischer Ordensgeistlicher, römisch-katholischer Erzbischof von Olinda e Recife
- Saburido, Jacqueline (1978–2019), venezolanische Frau, die sich seit einem Unfall gegen das Fahren unter Einfluss von Alkohol engagiert
- Saburō, Iwasaki (1904–1982), japanischer Skilangläufer
- Saburow, Andrei Alexandrowitsch (1837–1916), russischer Beamter und Politiker
- Saburow, Maxim Sacharowitsch (1900–1977), sowjetischer Politiker
- Saburow, Pjotr Alexandrowitsch (1835–1918), russischer Diplomat und Beamter
- Sabusawa Michener, Mari (1920–1994), Japanese American Aktivistin, Kunstsammlerin und Philanthropin
- Sabuschenko, Eduard (* 1998), ukrainischer Geher
- Sabuschko, Oksana (* 1960), ukrainische Schriftstellerin, Dichterin und EssayistinOksana Sabuschko (* 1960)

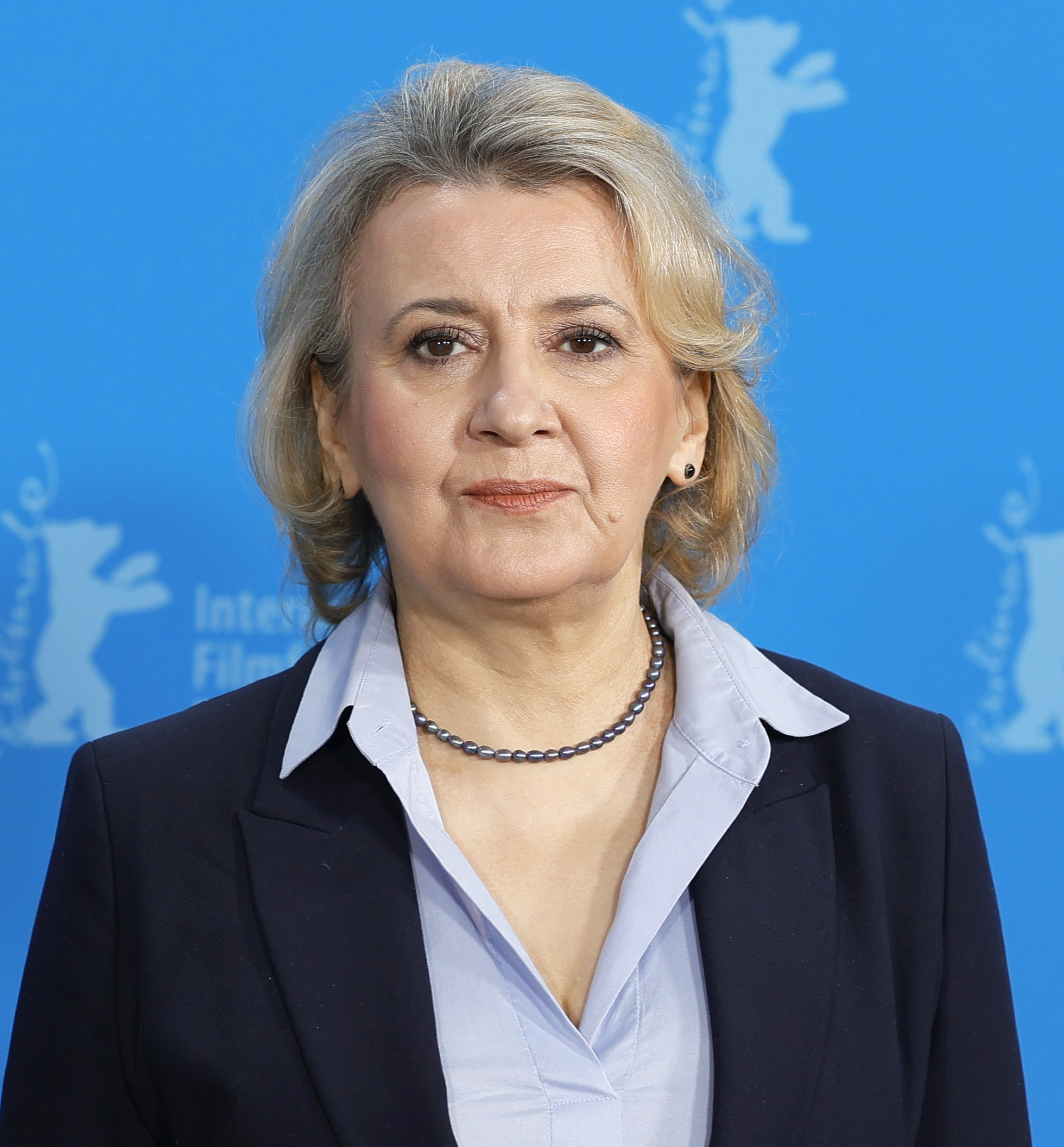
Oksana Sabuschko (* 1960)

- Sabutis, Eugenijus (* 1975), litauischer sozialdemokratischer Politiker und Verwaltungsjurist
- Sabutis, Liudvikas (* 1939), litauischer Jurist und Staatsanwalt
- Sabutis, Mindaugas (* 1975), litauischer evangelischer Bischof

### Saby
- Saby, Bruno (* 1949), französischer Rallye-Fahrer
- Sabyrchan, Machmud (* 2001), kasachischer Boxer

### Sabz
- Sabzawari, Mulla Hadi, iranischer Philosoph, schiitischer Theologe, Dichter, Mystiker